# PT-76
Le PT-76 (appellation GABTU : Objet 740) est un char léger amphibie soviétique entré en service en 1952 au sein de l'Armée soviétique. Le PT-76 a été conçu conjointement à l'usine Kirov de Tcheliabinsk et à l'Institut de recherche en génie des transports entre 1949 et 1952 et fut produit à l'usine de tracteurs de Stalingrad (en) jusqu'en 1967. Une version améliorée du PT-76 appelée PT-76B apparaît en 1959. Le PT-76 a été largement exporté vers d'autres États amis, comme l'Inde, l'Irak, la Syrie, la Corée du Nord, le Nord-Vietnam et les pays du pacte de Varsovie.
Le nom complet du char est Плавающий Танк 76 (ПТ-76) (Plavayushchiy Tank), soit littéralement char flottant 76 (PT-76) ; 76 représentant le diamètre d'obus de l'armement principal.
Le PT-76 est un char très polyvalent utilisé notamment dans les rôles de reconnaissance, d'appui-feu et d'exploitation de percées. Son châssis a servi de base à un certain nombre d'autres véhicules, dont beaucoup conservent la capacité amphibie du PT-76.

## Historique

### Contexte technique et doctrinal
Les chars légers soviétiques qui servaient principalement d'appui feu pour l'infanterie connurent à partir de 1943 un désintérêt de la part des autorités militaires et aucun nouveau développement n'est envisagé jusqu'à la fin de la guerre. En 1945, les projets reprirent en tentant de rattraper le retard accumulé en deux ans de guerre.
L'après-guerre avec l'arrivée d'armes nucléaires marque un changement important dans la conduite de l'offensive. Ainsi, la profondeur des opérations va être grandement augmentée due aux armes nucléaires déployées. Pour suivre la cadence des assauts, les chars mobiles et fiables vont être privilégiés. C'est dans cette optique que des caractéristiques techniques vont devenir obligatoires comme le facteur amphibie, un grand réservoir, etc. Lors d'une détonation nucléaire, ces nouveaux véhicules vont devoir aussi opérer sur des terrains irradiés et ainsi posséder une capacité de défense face aux risques NRBC.

### Balbutiements
En 1947, à l'issue de réflexions tactiques, de nouvelles exigences pour les chars légers sont formulées. Les chars légers restant en Union soviétique dataient alors d'avant-guerre pour la plupart et étaient complètement obsolètes considérant le nouveau cadre de combat moderne. Ainsi, un appel d'offres est lancé aux usines de défense soviétiques avec un cahier des charges technique précis. Le char léger de nouvelle génération doit être amphibie, ne doit pas dépasser 20 tonnes, doit avoir des performances similaires au T-34-85 tant du point de vue de la mobilité que de l'armement et doit pouvoir résister à des canons automatiques légers.

#### Objet 101(ru)(R-39)
L'usine Krasnoïé Sormovo dirigée par A.S. Okunev répond en 1947 à l'appel et entame pendant un an une phase de conception pour le futur char léger de l'Armée soviétique. L'usine avait déjà proposé un projet de véhicule similaire mais armé d'un canon de 76,2 mm durant l'année 1946 mais le ministère du génie des transports ne répondit pas directement à cette demande. Le véhicule selon le cahier des charges nouvellement établi devait posséder un moteur DOG-400 d'une puissance de 400 ch qui devait atteindre une vitesse de 50 km/h sur route et 12 à 13 km/h en baignade. Le véhicule devait aussi posséder un canon de 85 mm dérivé du canon ZiS-53 équipant alors le T-34-85. Il posséderait une protection capable de résister aux balles de 14,5 mm sur l'ensemble du véhicule. Le véhicule devait aussi posséder des flotteurs sur le côté de la coque pour assurer la flottabilité en baignade. Le projet fut stoppé à la suite d'une décision du ministère du génie des transports dû aux flotteurs qui sont jugés trop lourds et qui demanderaient un grand effort logistique pour les déployer.
Le 10 juin 1948, par décret du Conseil des ministres de l'Union soviétique, l'usine Krasnoïé Sormovo est chargée de concevoir un véhicule similaire qui n'utilise pas de flotteurs. Le nouveau véhicule doit être remis dans l'année 1949. Le cahier des charges stipule dorénavant que le char ne doit pas dépasser 15 tonnes et doit posséder un canon de 76,2 mm LB-76T conçu pour ce projet car le 85 mm est jugé trop lourd. Le 5 novembre 1948, le projet est soumis aux autorités militaires et est confirmé pour la continuation du projet. Le 27 mai 1949, un nouveau prototype construit nommé R-39 (Objet 101 (ru)) est testé en usine. Un second prototype est construit en juin 1949. La préoccupation première des concepteurs était de régler le problème de flottabilité du véhicule sans utiliser de flotteurs. Le premier prototype utilise des flotteurs légers alors que le second n'utilise plus de flotteurs au prix du déplacement de la tourelle. La vitesse du second prototype atteint alors 7 km/h en baignade. Cependant, le véhicule demeure largement fragile en baignade et les déplacements dans l'eau restent toujours dangereux.

### Concrétisation: Objet 270 et 740
À la suite de l'impasse donnée au projet à l'usine Krasnoïé Sormovo, le 15 août 1949, par décret du conseil des ministres de l'Union soviétique, le projet est dorénavant confié conjointement à l'usine Kirov de Tcheliabisnk (ChKZ) et à l’Institut de recherche en génie des transports (VNII-100). 31 designers de l'usine Krasnoïé Sormovo vont participer aux travaux chez ChKZ. La direction conjointe pour les deux projets est confiée à Joseph Kotine. Le projet du VNII-100 est dirigé par G.N. Moskvin et A.N Sterkin et leur char était dénommé Objet 270. Chez ChKZ, les directeurs sont L.S Troyanov et N.F Shashmurin avec leur Objet 740.
Quatre options de propulsion dans l'eau ont été formulées pour l'Objet 740. Le véhicule pouvait être propulsé par des hélices tunnel, hélices rétractables, jets d'eau ou grâce aux chenilles. Deux propositions pour le véhicule furent étudiées à ChKZ. La première est portée par L.S Troyanov et souhaite conserver la disposition de l'Objet 101 (ru). La seconde portée par N.F Shashmurin modifie profondément la forme du véhicule avec un changement de moteur.
À la date du 20 octobre 1949, seule la seconde proposition portée par Shashmurin de l'Objet 740 fut retenue et ainsi les travaux sur l'Objet 270 du VNII-100 et la première option de Troyanov furent stoppés. Le moteur choisi par ChKZ est le V-6, dérivé du V-2, d'une puissance de 240 ch. En janvier 1950, un prototype sans tourelle est conçu pour tester la flottabilité de l'Objet 740. Ce véhicule porte la désignation d'Objet 728. Deux jets d'eau ainsi que des volets de contrôle furent installés sur l'Objet 728 pour assurer la flottabilité du véhicule mais des tests démontrèrent qu'elle n'est pas encore suffisante. Chez VNII-100, la participation au projet n'est pas nulle et un nouveau véhicule nommé Objet 270M qui est basé sur l'Objet 740 est conçu pour améliorer au maximum les capacités amphibies de l'Objet 740 notamment avec l’utilisation de jets d'eau expérimentaux qui seront retenus pour la version finale de l'Objet 740.
En février 1950, un prototype complet de l'Objet 740 est construit abandonnant le canon de 85 mm au profit du canon de 76,2 mm D-56T ou bien LB-62T conçu en 1949. Il subit des tests en usine et deux autres prototypes vont être construits dans la foulée et seront présentés à des tests d'état au polygone de tir de Polotsk le 15 mai 1950. D'autres tests vont s'échelonner entre juillet et août 1950 qui vont confirmer la viabilité du véhicule. Les autorités militaires ont commandé la production d'un échantillon de 10 chars à l'usine de tracteurs de Stalingrad (en). Un bureau spécial dirigé par M.M. Romanov réalise entre mai et juin 1951 un premier lot de 10 chars destiné à des essais en régiment.

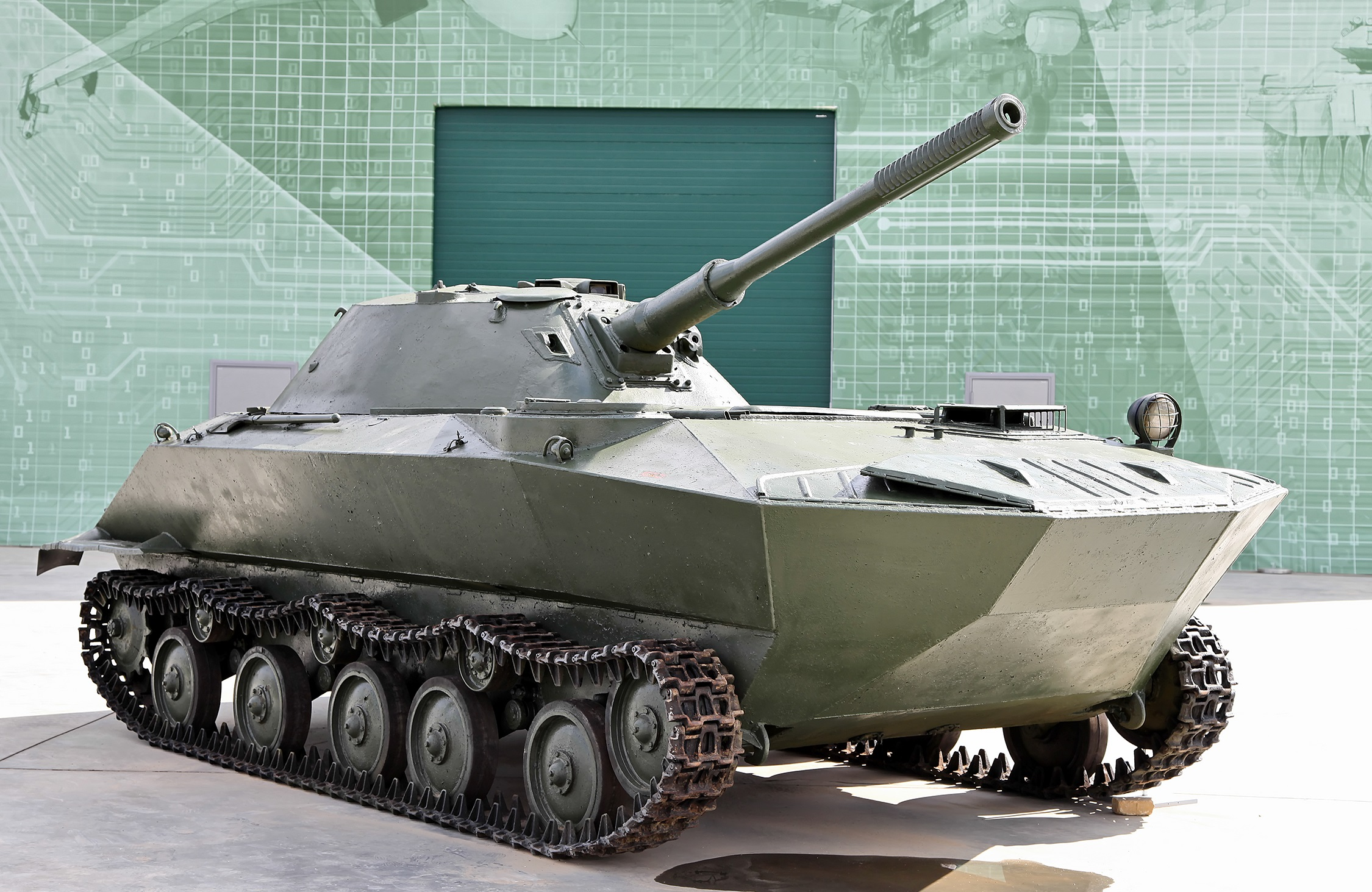
K-90 exposé au parc à thème Patriot Park de Koubinka

#### LeK-90(ru)
En 1950 et indépendamment des travaux de ChKZ et du VNII-100, le bureau de conception du comité d'ingénierie du ministère à la défense dirigé dans ce projet par A.F. Kratsev conçoit et construit un véhicule qui répond au même cahier des charges que l'Objet 740. Ce véhicule va être nommé K-90 (ru) et va posséder beaucoup de similitudes en commun avec l'Objet 740. Cependant le véhicule sera vite jugé inférieur à l'Objet 740 et sera stoppé à cette phase de prototype. Aujourd'hui, le prototype est conservé au musée des Blindés de Koubinka.

### PT-76 américain
En 1964, les États-Unis ont obtenu un PT-76 par des moyens non divulgués. Le char a été évalué par le Tank-Automotive Center en février et a été jugé inférieur aux chars américains.

### L'après PT-76
Malgré des performances à l'origine très bonnes notamment sur l'aspect de la maniabilité, le PT-76 souffre assez vite d'un manque cruel d'armement moderne. Le véhicule est limité par son calibre qui est devenu faible pour l'époque. Son blindage est aussi très limité et le char se révèle assez dépendant du support qui lui est apporté par des unités auxiliaires (aviation, artillerie). Enfin globalement l'équipement du véhicule ne suit que peu les avancées technologiques durant sa phase de production et se révèle largement en retard face à l'arrivée de nouveaux chars rivaux.
C'est pour ces raisons que très vite, la volonté de remplacer le PT-76 est formulée par les autorités militaires qui vont lancer officiellement un projet avec le char Object 906, développé à l'Usine de tracteur de Stalingrad/Volgograd, même si un projet mené ces mêmes ingénieurs de Stalingrad a déjà été proposé (Object 907). Après l'échec du 907 et du 906, les ingénieurs de Stalingrad/Volgograd vont tenter de recycler leur réponse à l'appel d'offres pour le futur BMP-1 (Object 911) en le transformant en un char léger successeur direct du PT-76 (Object 911B). Malheureusement pour les ingénieurs de Stalingrad/Volgograd, aucun de leur projet n'est retenu et le BMP-1 confirme bien sa place unificatrice entre char léger et transport de troupes aux yeux des autorités militaires soviétiques. Un dernier projet est ravivé dans les années 1970 et va se conclure avec des véhicules comme l'Object 934 ou bien l'Object 685 qui vont aussi donner un échec laissant sa place cette fois-ci au BMP-2.

#### Les projets pour la succession

##### Objet 907
Ce char résulte d'une volonté des ingénieurs de l'usine de tracteurs de Stalingrad (en) d’améliorer la nouvelle base du PT-76B alors en création en 1959. Les principales différences avec le PT-76 sont un nouveau moteur plus puissant (V-6M) et une coque remodelée. Au-delà de ces ajouts, le véhicule diffère très peu du PT-76B. Le projet est proposé aux autorités militaires comme un successeur du PT-76 mais l'usine de tracteurs de Stalingrad (en) ne trouva aucun écho satisfaisant et le projet est abandonné à la fin de l'année 1960.

##### Objet 906
En 1960, une nouvelle proposition d'un remplaçant du PT-76B est demandé à l'usine de tracteurs de Stalingrad (en) par le Conseil des ministres de l'Union soviétique. Le véhicule reprend à l'origine la base du PT-76B mais s'en détache au fur et à mesure du développement. Le nouvel armement comporte un canon de 85 mm. Le véhicule possède une silhouette plus petite que celle du PT-76B. Néanmoins, en 1964, le véhicule ne réussit pas les tests et le projet est annulé pour céder sa place au futur BMD-1 (Object 915).

##### Objet 685 et 934
Durant l'année 1968, de nouvelles exigences sont portées pour les chars légers soviétiques. Ainsi, un nouveau véhicule doit être créé et deux usines vont présenter leur projet. L'usine de tracteurs de Volgograd (en) va concevoir un double projet avec l'usine de tracteurs de Tcheliabinsk. Les deux usines vont créer, sur une base commune, deux véhicules très différents. Volgograd va présenter l'Object 934 et Tcheliabinsk l'Object 685. Ces deux véhicules vont subir des tests mais ne seront jamais adoptés dans l'Armée soviétique.

#### Le BMP-1 descendant par défaut
À partir de 1961, une nouvelle classe de véhicule est conçue dans l'esprit des autorités militaires et des ingénieurs de défense. Ce véhicule doit à la fois pouvoir déplacer une section réduite de soldats dans un compartiment sécurisé et aussi fournir un appui-feu conséquent une fois les fantassins débarqués. Cette nouvelle classe devra être aussi équipée d'une capacité amphibie permettant à l'ensemble de l'infanterie soviétique de se pourvoir au-delà des eaux. De ce projet, en 1966, va résulter le BMP-1 qui surpasse largement le PT-76 dans de nombreux aspects. Sa capacité amphibie est renforcée comme son blindage. Son armement malgré l'absence de capacité de tir en marche est nettement supérieur. La capacité d'emport de soldats permet un soutien bilatéral en situation difficile. Dès son introduction, le BMP-1 va être privilégié sur le PT-76 et ce dans toute l'Armée soviétique à l’exception de l'infanterie de marine qui va utiliser la majorité des PT-76.

#### Moderniser l'obsolète: PT-76E (PT-76-57)
Pour répondre aux nombreux défauts que subissent les troupes utilisant le PT-76, un programme de modernisation ambitieux est lancé en Russie à la fin des années 1990. Cette amélioration doit parer une maniabilité faible, une puissance de feux dépassée et plus globalement un véhicule désuet qui n'a pas connu d'amélioration majeure depuis 1959. Ainsi, les deux grandes améliorations sont l'ajout d'un moteur UTD-20 et du canon S-60 de 57 mm automatique dans une nouvelle tourelle. Ce canon peut engager tout type de cible et même les hélicoptères avec sa cadence de tir de 120 coups par minute. La conduite de tir est aussi complètement remodelée. Un nouveau système de stabilisation est installé mais ce sont surtout les moyens d'observation qui vont révolutionner l’utilisation du PT-76 dans son environnement. Passant de viseurs simples à des viseurs permettant d'observer à tout angle et d'identifier des cibles rapidement, le PT-76E se réconcilie avec les tâches de reconnaissance qui est un élément central dans sa doctrine d'utilisation. Le viseur Liga-S permet les tirs au sol et le 1P67 les tirs vers les cibles aériennes. Les quatre épiscopes pour le chargeur et le chef de char sont remplacés par quatre TN PO-170A et deux TN PT-1. Malheureusement ce véhicule ne trouve que peu de soutien lors de son élaboration puisque d'autres véhicules comme le BMP-3 ou bien le futur BMPT sont bien plus novateurs tant dans leur utilisation au combat que dans leurs caractéristiques techniques. À la suite de l'abandon du projet et l'instar du PT-76, le concept même de char léger disparaît en Russie au début des années 2000.

## Utilisation tactique

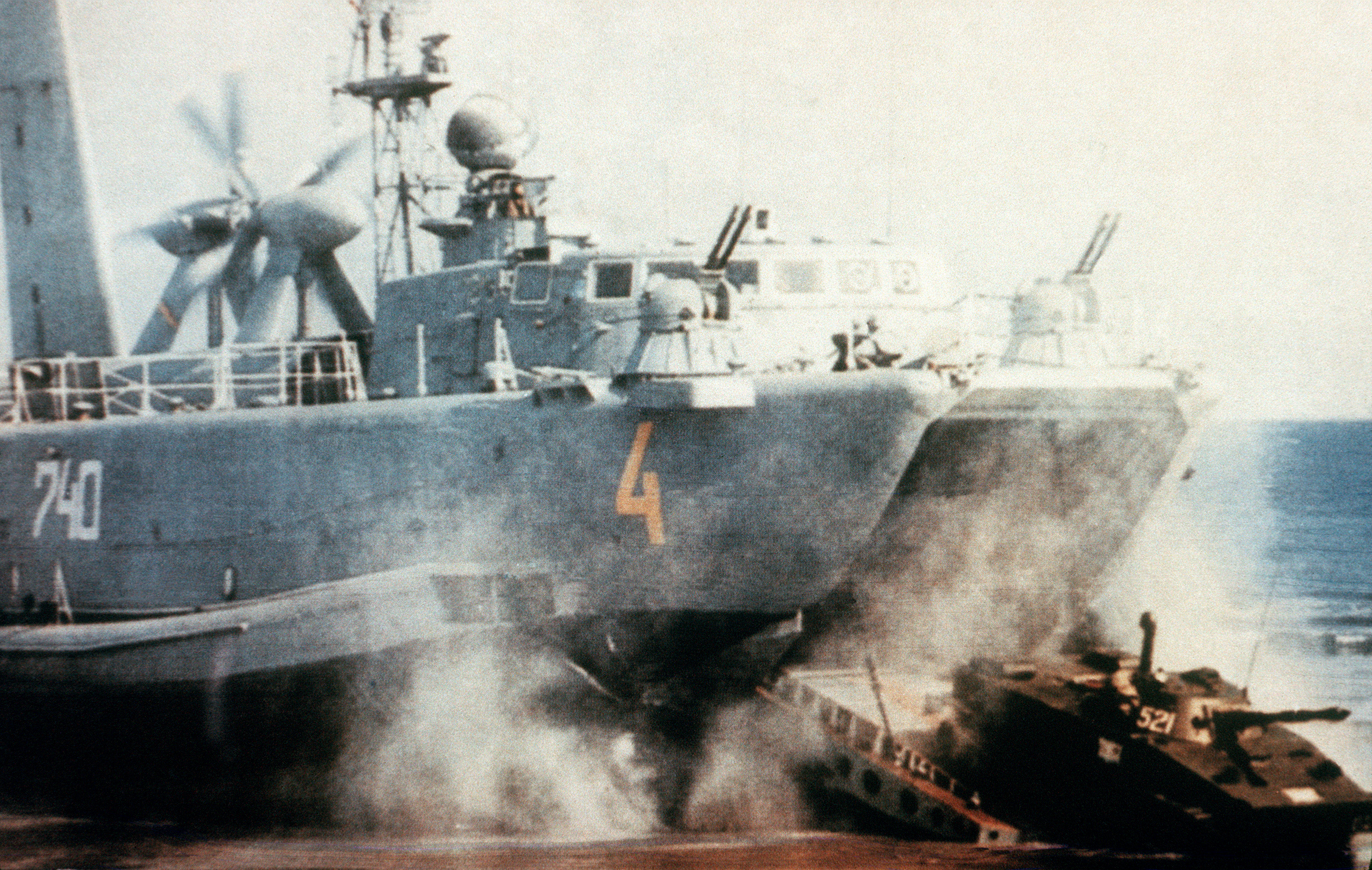
PT-76 débarquant d'un hydroglisseur classe Aist

Dès le début de sa conception, le PT-76 devait effectuer des tâches très diverses allant de la reconnaissance à la radio mobile. Pour ce faire, les ingénieurs ont privilégié un véhicule fiable et rapide pouvant franchir les barrières d'eau sans préparation. Dès la réapparition de l'infanterie de marine en Union soviétique, le PT-76 prit pleinement part à leurs opérations notamment lors de débarquements marins. Ainsi, le PT-76 peut être débarqué depuis des Ropucha ou bien des Aist.
Le véhicule peut aussi grâce à sa posture haute porter 20 hommes ou transporter 3,6 tonnes lors de traversées permettant aussi à l'infanterie de se déplacer sur l'eau sans véhicules amphibies à portée.
Compte tenu de sa largeur, le PT-76 ne peut être largué depuis l'An-12 ce qui exclut l'intégration des PT-76 dans les troupes aéroportées.

## Production

### Adoption
Finalement, le 16 août 1952, par décret du conseil des ministres de l'Union soviétique, l'Objet 740 est adopté dans l'Armée soviétique sous la désignation PT-76. Sa dénomination marque bien l'effort réalisé par les concepteurs sur le facteur amphibie du véhicule PT étant l'abréviation de "char flottant".
Très vite plusieurs défauts apparaissent et entravent les missions données au PT-76. Les concepteurs se sont principalement concentrés sur le facteur amphibie du véhicule et ainsi les autres caractéristiques n'ont pas beaucoup évolué depuis les travaux de l'Objet 101. Le véhicule était bruyant et possédait une posture haute ce qui limite la furtivité notamment lors de missions de reconnaissance. La vitesse du PT-76 était inférieure à celle du T-54 développé en parallèle et même inférieure à celle du T-10 pourtant char lourd ce qui entrave largement la capacité de projection de véhicule, pourtant une capacité initiale du cahier des charges. Le PT-76 connaît aussi un manque criant de moyens d'observation qui dans son rôle de reconnaissance se révèlent très néfastes. D'autant plus, le PT-76 dispose de moins de moyens d'observation que la majorité des autres chars soviétiques même ceux qui n'effectuent pas spécialement de tâches de reconnaissance comme le T-54 et le T-10. Pour tenter de limiter tous ces défauts vites repérés, le PT-76 et plus tard le PT-76B va subir de multiples améliorations qui vont reconfigurer le char au cours des années et notamment via l'armement et la mobilité du véhicule.
| Nombres de PT-76 produits en fonction des années et de la variante | Nombres de PT-76 produits en fonction des années et de la variante | Nombres de PT-76 produits en fonction des années et de la variante | Nombres de PT-76 produits en fonction des années et de la variante | Nombres de PT-76 produits en fonction des années et de la variante | Nombres de PT-76 produits en fonction des années et de la variante | Nombres de PT-76 produits en fonction des années et de la variante | Nombres de PT-76 produits en fonction des années et de la variante | Nombres de PT-76 produits en fonction des années et de la variante | Nombres de PT-76 produits en fonction des années et de la variante | Nombres de PT-76 produits en fonction des années et de la variante | Nombres de PT-76 produits en fonction des années et de la variante | Nombres de PT-76 produits en fonction des années et de la variante | Nombres de PT-76 produits en fonction des années et de la variante | Nombres de PT-76 produits en fonction des années et de la variante | Nombres de PT-76 produits en fonction des années et de la variante | Nombres de PT-76 produits en fonction des années et de la variante | Nombres de PT-76 produits en fonction des années et de la variante | Nombres de PT-76 produits en fonction des années et de la variante |
| ------------------------------------------------------------------ | ------------------------------------------------------------------ | ------------------------------------------------------------------ | ------------------------------------------------------------------ | ------------------------------------------------------------------ | ------------------------------------------------------------------ | ------------------------------------------------------------------ | ------------------------------------------------------------------ | ------------------------------------------------------------------ | ------------------------------------------------------------------ | ------------------------------------------------------------------ | ------------------------------------------------------------------ | ------------------------------------------------------------------ | ------------------------------------------------------------------ | ------------------------------------------------------------------ | ------------------------------------------------------------------ | ------------------------------------------------------------------ | ------------------------------------------------------------------ | ------------------------------------------------------------------ |
| Année de production                                                | 1951                                                               | 1952                                                               | 1953                                                               | 1954                                                               | 1955                                                               | 1956                                                               | 1957                                                               | 1958                                                               | 1959                                                               | 1960                                                               | 1961                                                               | 1962                                                               | 1963                                                               | 1964                                                               | 1965                                                               | 1966                                                               | 1967                                                               | Sous-total                                                         |
| PT-76                                                              | 10                                                                 | 85                                                                 | 210                                                                | 400                                                                | 500                                                                | 206                                                                | 265                                                                | 180                                                                | 40                                                                 | —                                                                  | —                                                                  | —                                                                  | —                                                                  | —                                                                  | —                                                                  | —                                                                  | —                                                                  | 1896                                                               |
| PT-76B                                                             | —                                                                  | —                                                                  | —                                                                  | —                                                                  | —                                                                  | —                                                                  | —                                                                  | —                                                                  | 110                                                                | 105                                                                | 121                                                                | 112                                                                | 204                                                                | 191                                                                | 69                                                                 | 116                                                                | 115                                                                | 1143                                                               |

Au total, le nombre de PT-76 construits toute version confondue est de 3039. Production répartie entre 1951 et 1967.

### PT-76 et améliorations d'usine

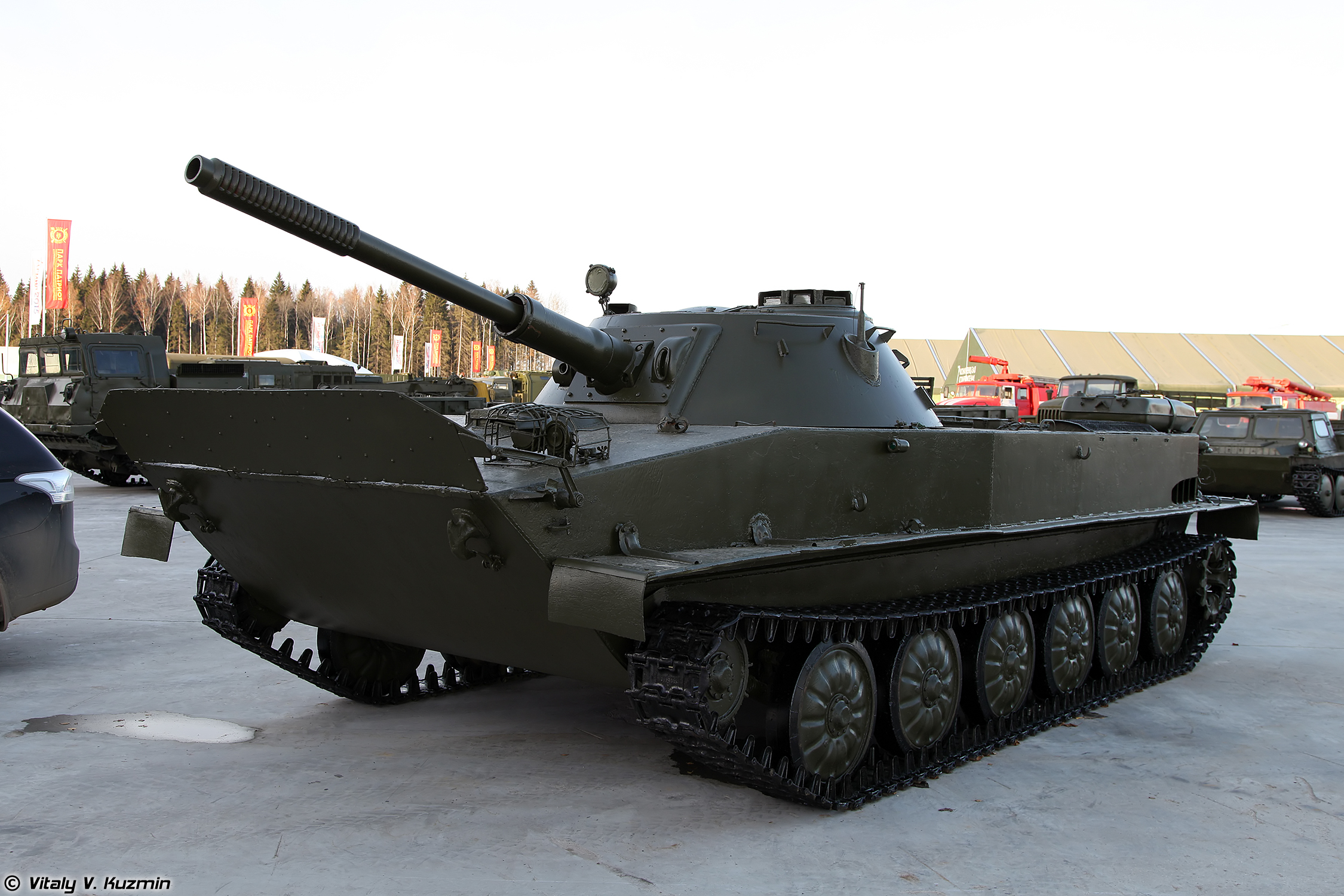
PT-76 équipé du canon D-56T avec un frein de bouche à ouïes

#### PT-76 modèle 1952 (tardif)
Dès les premières séries de PT-76 en 1952, plusieurs modifications vont être effectuées sur la production des chars. Ainsi dès août 1952, une seconde pompe est ajoutée afin de garantir la flottabilité en cas d'avarie moteur. Le masque du canon passe de 10 mm d'épaisseur à 20 mm. Des plaques de blindage supplémentaires sont rajoutées sur le devant du véhicule. Les périscopes pour le conducteur ont été remodelés et des volets métalliques ont été ajoutés en remplaçant d'anciens volets blindés.

#### PT-76 modèle 1953
La PPSh-41 de l'équipement des tankistes est remplacée par une AK-47 avec 180 cartouches soit 6 chargeurs. Le front et les côtés de la coque sont renforcés. Les plaques de blindage de la mitrailleuse ainsi que de le viseur du tireur sont renforcées. Les poutres soutenant l'avant du véhicule puis toutes les poutres du véhicule qui était auparavant en forme de "L" sont remplacées par de nouvelles en forme de "U" augmentant ainsi la rigidité globale du véhicule.

#### PT-76 modèle 1954
En janvier 1964, la somme totale des munitions pour l'AK-47 est portée à 300 cartouches soit 10 chargeurs. Des petits réservoirs pour effectuer la vidange d'huile et d'antigel sont ajoutés et sont parfois visible sur les trappes de ventilations du compartiment moteur. En mars, Une pompe de ravitaillement a été installée pour fournir directement à l'équipage les pièces détachées nécessaires à une réparation. Le filtre à huile Kimaf-STZ a été remplacé par le filtre MAF. Le refroidissement du moteur est maintenant assuré par une pompe à eau similaire à celle du T-54. En novembre, un nouveau système de fermeture de la trappe du conducteur a été installé. La suspension fut aussi optimisée ainsi que le système de chauffage qui est simplifié.

#### PT-76 modèle 1955
Le pompe à huile MZN-1 a été remplacé par la pompe MZN-2 pour garantir le démarrage du véhicule lors de grands froids. En août, l'embrayage a été adouci pour le conducteur à l'aide de ressorts. En novembre, le canon D-56T a été remplacé par le canon D-56TM. Le frein de bouche a été remplacé et est dorénavant à deux chambres remplaçant celui en poivrière qui équipait alors le PT-76. Les galets de chenilles passent de 125 à 112 mm de diamètre et possèdent maintenant un renfort en caoutchouc pour éviter au maximum les frottements.

#### PT-76 modèle 1956
Le périscope PER-17 du conducteur a été remplacé par son amélioration le PER-17A. Les grilles de ventilations ont été améliorées. Le phare FG-10 est installé avec un commutateur P-29V en remplacement de l'ancien phare. Une plaque a été ajoutée sur le ventilateur du toit pour éviter à l'eau d'entrer.

#### PT-76 modèle 1957
En avril, la radio 10RT-26E a été remplacée par la radio R-113 ; l'interphone TPU-47 a été remplacé par l'interphone R-120. Pour les blindés de commandement une radio R-112 a été ajouté en supplément de la radio R-113. Un système de projection d'écran de fumée via un carburant spécialisé a été installé. Un système de stabilisation STP-2P "Zarya" est installé. Deux nouveaux phares FG-10 ont été ajoutés. Le premier est situé sur la tourelle et le second sur l'avant droit du véhicule à l'opposé du premier phare déjà équipé. La diode de positionnement GST-49 fut aussi ajoutée. L'épiscope TPN-370 pour le conducteur a commencée à être utilisée ce qui a aussi entraîné la suppression du PER-17A. En décembre, un kit de vision nocturne comprenant le TVN-2B, un phare infrarouge FG-10 et un groupe d'alimentation BT-3-26 a été installé. Le nouveau phare remplace celui avant droit.

#### PT-76 modèle 1958
En janvier, un compas GPK-48 a été installé dans le véhicule près du conducteur. Des crochets ont été ajoutés à l'avant du char pour pouvoir le remorquer plus facilement. Deux réservoirs externes de 90 litres peuvent être dorénavant placés sur le char derrière et de chaque côté du véhicule.

#### PT-76 modèle 1959
Au cours du premier semestre de l'année 1959 et avant l'arrivée du PT-76B sur les lignes de production, les phares FG-10 ont été remplacés par des phares FG-100. Un phare FG-102 remplace le FG-10 à l'avant gauche du véhicule. Un phare FG-100 avec filtre infra-rouge remplace celui à l'avant droit et finalement un phare FG-101 remplace celui sur la tourelle.

### PT-76B

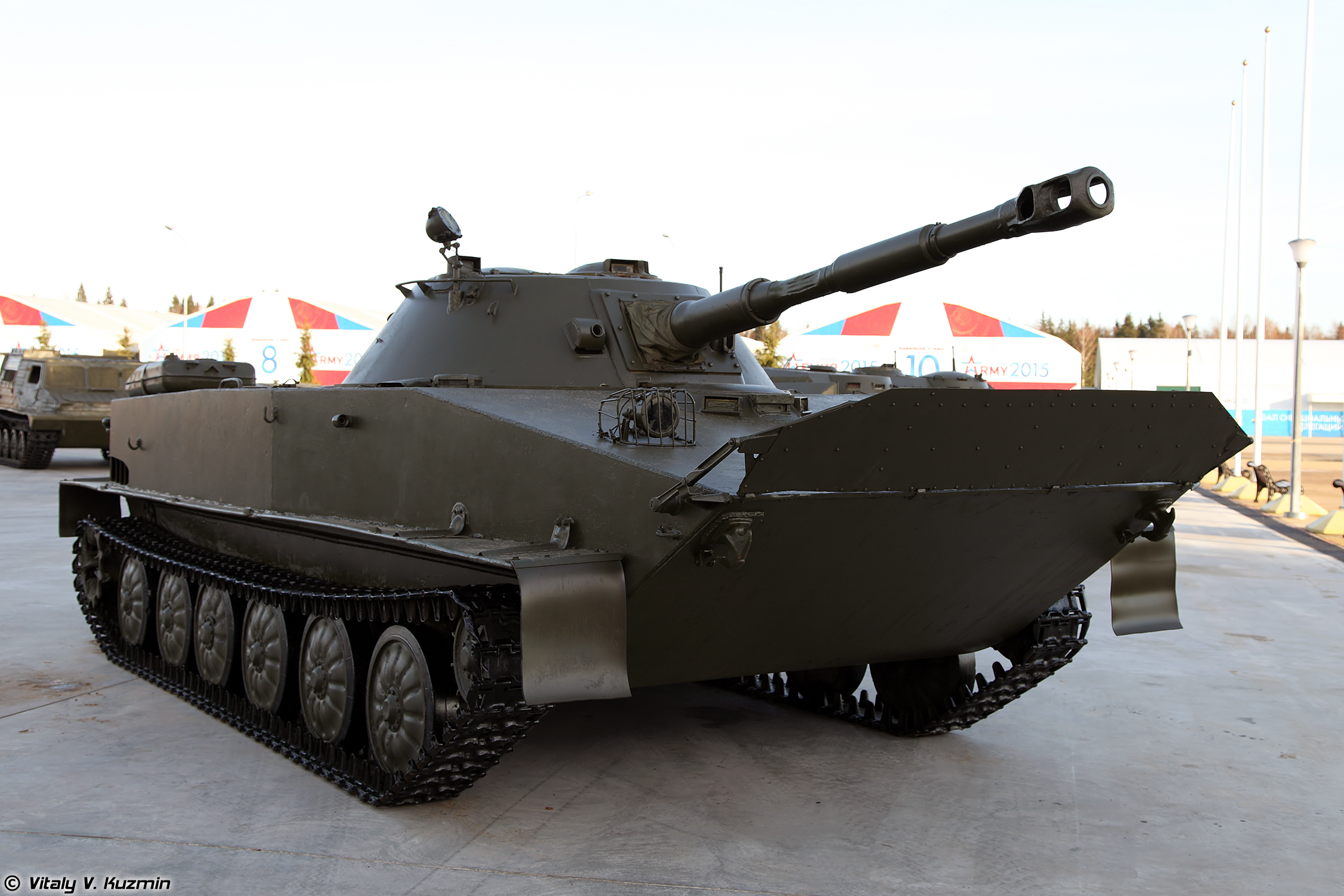
PT-76B exposé au parc à thème Patriot Park de Koubinka

Le PT-76B résulte de multiples travaux combinant à la fois des améliorations déjà appliquées à la production des PT-76 les plus tardifs et aussi une nouvelle conception. Cette nouvelle conception est issue du véhicule expérimental Objet 740B qui modifie significativement l'Objet 740. Ce nouveau char est conçu sous la direction de S.A. Fedorov et de V.I Devtchenko pour le bureau de conception. Le véhicule est accepté en service par décret du Conseil des ministres de l'Union soviétique le 10 décembre 1957. La grande nouveauté est à l'instar des derniers modèles du PT-76, un nouveau canon de 76,2 mm D-56TS équipé d'un système de stabilisation en site et en gisement STP-2P "Zarya" ainsi qu'une mitrailleuse en coaxiale SGMT. Un effort particulier est aussi fourni sur l'étanchéité de véhicule pour garantir la sécurité des tankistes lors d'une traversée. Le conducteur se voit à son tour équipé du système TVN-2B qui était déjà fourni pour les autres membres d'équipage. Le chef de char se voit proposer un siège pliable pour éviter de percuter des éléments sensibles de la tourelle comme les viseurs. Le viseur TPKU du chef de char est remplacé par la TPKU-2. Un système anti-incendie "Rosa" a aussi été installé ce qui augmente largement sa résistance aux incendies. Le moteur V-6 est remplacé par le moteur V-6G d'une puissance de 240 ch. Un nouveau générateur électrique G-74 a été ajouté pour soutenir l'ancien qui se suffisait plus compte tenu des nouveaux équipements installés.

#### PT-76B modèle 1960
Le moteur V-6G est remplacé par son amélioration le moteur V-PG avec une nouvelle pompe de ravitaillement MZA-3. Le débit des pompes à eaux est étendue à 460 l/m. La pompe manuelle fut aussi remplacée par une nouvelle pompe entraînée par le générateur électrique.

#### PT-76B modèle 1961
La grande nouveauté dans ce nouveau modèle du PT-76B est l'intégration du système PAZ. Le système PAZ répond aux demandes de la part des autorités militaires qui souhaitent voir les unités mécanisées pouvoir opérer sur des zones irradiées. Le système lorsqu'il est déclenché par un capteur de radiations RBZ-1M créait une légère surpression dans le véhicule permet de limiter quasiment totalement l'entrée des radiations. De nouveaux joints ont été installés ainsi qu'un mécanisme d'étanchéité renforcé. Les crochets sur les côtés du véhicule sont remplacés par des crochets plus fins.

#### PT-76B modèle 1962
Un nouveau filtre à air VTI-10 a été installé pour optimiser le système PAZ. Un système d'affichage des tours du moteur ChP-563 a été installé. En mai, la coque frontale est portée de 10 à 8 mm pour limiter la masse du véhicule. Un réservoir supplémentaire de 140 litres porte la capacité totale à 340 litres est installé derrière la boîte de vitesses à l'extrémité arrière du véhicule. L'autonomie se porte dorénavant à 370 km. En octobre, la plaque inclinable placée à l'avant du véhicule est portée à 70 mm et est passé de 45 à 55°. En décembre, un compas est installé sur le mécanisme de rotation de tourelle et permet de déterminer l'inclinaison de la tourelle comparée à la caisse.

#### PT-76B modèle 1963
Un dispositif de verrouillage externe a été installé pour éviter le déplacement de la tourelle lors de sessions de transport du véhicule. Les phares de la série FG-100 sont remplacés par les phares FG-125, 126 et 127 permettant ainsi de réduire la masse et d'augmenter la fiabilité des phares.

#### PT-76B modèle 1964
Un nouveau radiateur est installé pour optimiser les démarrages en temps froids. Un boîtier de commande a aussi été installé pour ce système. Les viseurs ont reçu une protection supplémentaire contre les projectiles ennemis. Les réservoirs supplémentaires sont remplacés par ceux du T-54 plats et d'une capacité de 95 litres chacun. Le gyroscope GPK-48 est remplacé par le nouveau GPK-59. Le moteur V-6PG est remplacé par le moteur V-6B d'une puissance similaire accompagné d'un nouveau générateur G-6,5 d'une puissance de 6,5 kW avec un relais régulateur R-10T. Le support de la mitrailleuse SGMT est équipé d'un ressort compensateur pour stabiliser au maximum l'arme lors de tirs. Les obus BP-540M et BK-354(M) ont été retiré de l'arsenal du véhicule.

#### PT-76B modèle 1965
Deux lampes KLST-64 ont été installée pour éclairer les épiscopes du pilote en conditions nocturnes. Le relais régulateur R-10T est déplacé du compartiment moteur vers le compartiment de combat pour éviter des surchauffes du système. Un nouveau capteur de radiations DP-3B a été installé permettant de fournir à l'équipage des informations internes et externes au véhicule.

#### PT-76B modèle 1966
Un nouveau radiateur est installé en remplacement de l'ancien. Une protection supplémentaire a été ajoutée au viseur TShK-66.

#### PT-76B modèle 1967
L'épaisseur de la coque frontale passe de 6 à 8 mm. Le démarreur ST-713 est remplacé par l’amélioration ST-721 d'une puissance de 15 ch. En mai, le radio R-113 (ru) avec l'interphone TPU-120 est remplacée par le radio R-123 (ru) avec l'interphone TPU-124. Les derniers modèles construits se sont aussi vu équipé la mitrailleuse coaxiale PKT de 7,62 mm.

## Caractéristiques

### Canon

#### D-56T
Depuis l'Objet 101, les chars légers dont le PT-76 vont être équipés d'un canon de 76,2 mm. Le premier canon qui va équiper le PT-76 est le canon D-56T (LB-62T désignation original avant l'entrée en service du PT-76). Le canon D-56T a été conçu à l'Usine no 9. Le diamètre d'obus du canon est similaire à celui du T-34 adopté de 1941 à 1943 soit le canon F-34. Le canon fait 42 calibres soit 3 200 mm de long. La conception du canon est malgré de nombreuses similitudes avec le canon F-34 très différente et incorpore de nombreuses nouvelles technologies. Le système d'absorption est placé sur le coin bas-droit de la culasse et permet de limiter l’avancée du canon dans le compartiment de combat à la suite d'un tir. Le recul maximal dans la tourelle est de 550 mm alors que le recul moyen est de 470 à 545 mm.

#### D-56TM
Ce canon possède aussi un système d'absorption du recul d'une conception nouvelle qui va se retrouver sur les futurs canon de 115 mm U-5TS et de 125 mm 2A46. Le canon D-56TM marque une différence face au D-56T via l'évacuateur d'âme présent au milieu du tube qui évite à l'équipage de subir un jet de fumée dans le compartiment de combat après un tir. Son frein de bouche est aussi différent : la frein de bouche à ouïes est remplacé par un nouveau à deux chambres type "TsAKB" qu'il partage en commun avec le canon D-25T des chars IS. Ce changement est dû à un défaut du frein de bouche à ouïes qui freinait l'obus durant sa sortie du tube. De surcroît le frein de bouche à ouïes dispersait ses gaz dans de multiples zones et cela pouvait atteindre l'infanterie autour et sur le char. Le nouveau frein de bouche suivait aussi la tendance qui visait à généraliser les freins de bouches à doubles chambres sur l'ensemble du parc blindé soviétique.

#### D-56TS

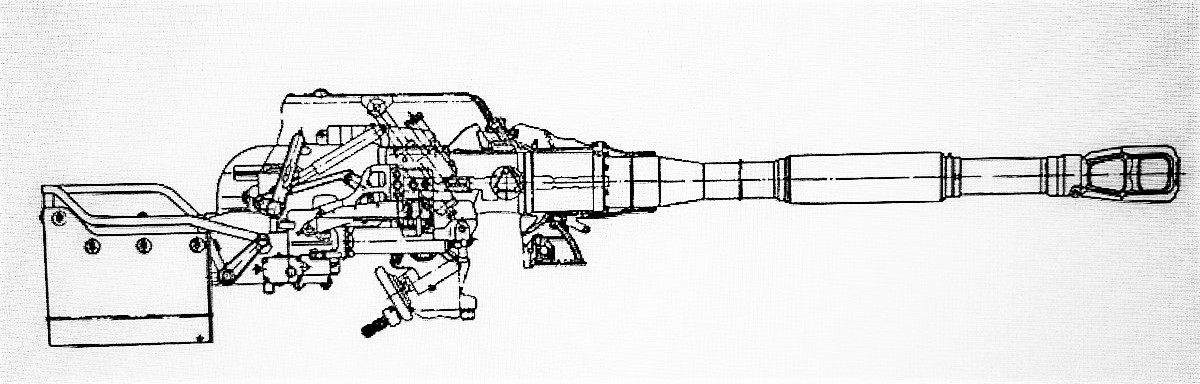
Canon D-56TS

La principale différence entre le D-56TS et le D-56TM est un nouveau mécanisme d’élévation du canon hydraulique qui permet en plus du système manuel de faciliter le travail du chef de char. Système assez inédit chez les chars soviétiques mais souvent présents sur les véhicules occidentaux, la culasse du canon peut être déplacée verticalement et indépendamment du reste du canon pour faciliter la tâche du chargeur.

### Conduite de tir

#### Mécanisme de rotation et d'élévation
Le mécanisme de rotation de la tourelle varie en fonction des modèles. Le premier équipé sur la version originale en 1952 est l'EPB-4. Au-delà du mécanisme manuel, l'EPB-4 fournit un contrôle électrique permet d'opérer plus vite et avec une fatigue du chef de char réduite à l'aide de panneau de contrôle KB-4. Ce mécanisme permet à la tourelle de tourner à 17° par seconde permettant une rotation complète en moins de 22 secondes. L'élévation verticale est quant à elle uniquement manuelle et son guidon est placé en dessous du viseur du tireur TShK-66. Le mécanisme de rotation peut déplacer la tourelle à ±180°. Le mécanisme d'élévation peut pointer le canon de −4 à 30° au maximum.

#### Système de stabilisation
La capacité de tir en marche apparaît avec le nouveau canon D-56TS sur le PT-76B. Ce système est dérivé du STP-2 "Tsiklon" qui devait à l'origine équiper le char moyen T-54B. Ce système de stabilisation dédié au D-56TS de 76,2 mm est nommé STP-2P. Il permet de combler un problème dû à la capacité amphibie du véhicule. En effet, le PT-76 n'était pas en mesure d'employer son canon lors des traversées où les flots empêchaient le tir ce qui rendait le PT-76 très vulnérable. Le système de stabilisation possède deux mode : automatique ou semi-automatique. Le mode automatique est celui privilégié dans toutes situations et notamment celles de combat. Ce mode inclut toutes les fonctionnalités du système de stabilisation et garantit une capacité de tir en marche tout temps. Le second mode est celui semi-automatique qui est activé par l'équipage en cas de dysfonctionnement du système et permet de conduire le canon sans pénibilité. Pour garantir au chargeur un canon fixe pendant son rechargement un mécanisme intégrer au système de stabilisation bloque le canon à partir d'un tir jusqu'au verrouillage culasse après le rechargement. À la différence du STP-2 du T-54B et du T-55, le blocage après un tir ne s'effectue pas sur l'axe horizontal car les munitions du PT-76 sont placées et donc le chargeur peut parfaitement opérer lors d'une rotation. Toutefois si le chef de char désire avoir après un tir la pleine fonction de la tourelle notamment pour tirer à la mitrailleuse, il peut décider de désactiver le bloqueur ou bien de demander au chargeur d'activer son bouton de sécurité qui désactive le bloqueur jusqu'au prochain tir. La capacité optimale du système de stabilisation se situe avant 25 km/h et l'utilisation du système de stabilisation avec des vitesses supérieures réduit nettement ses capacités,.

### Armement secondaire

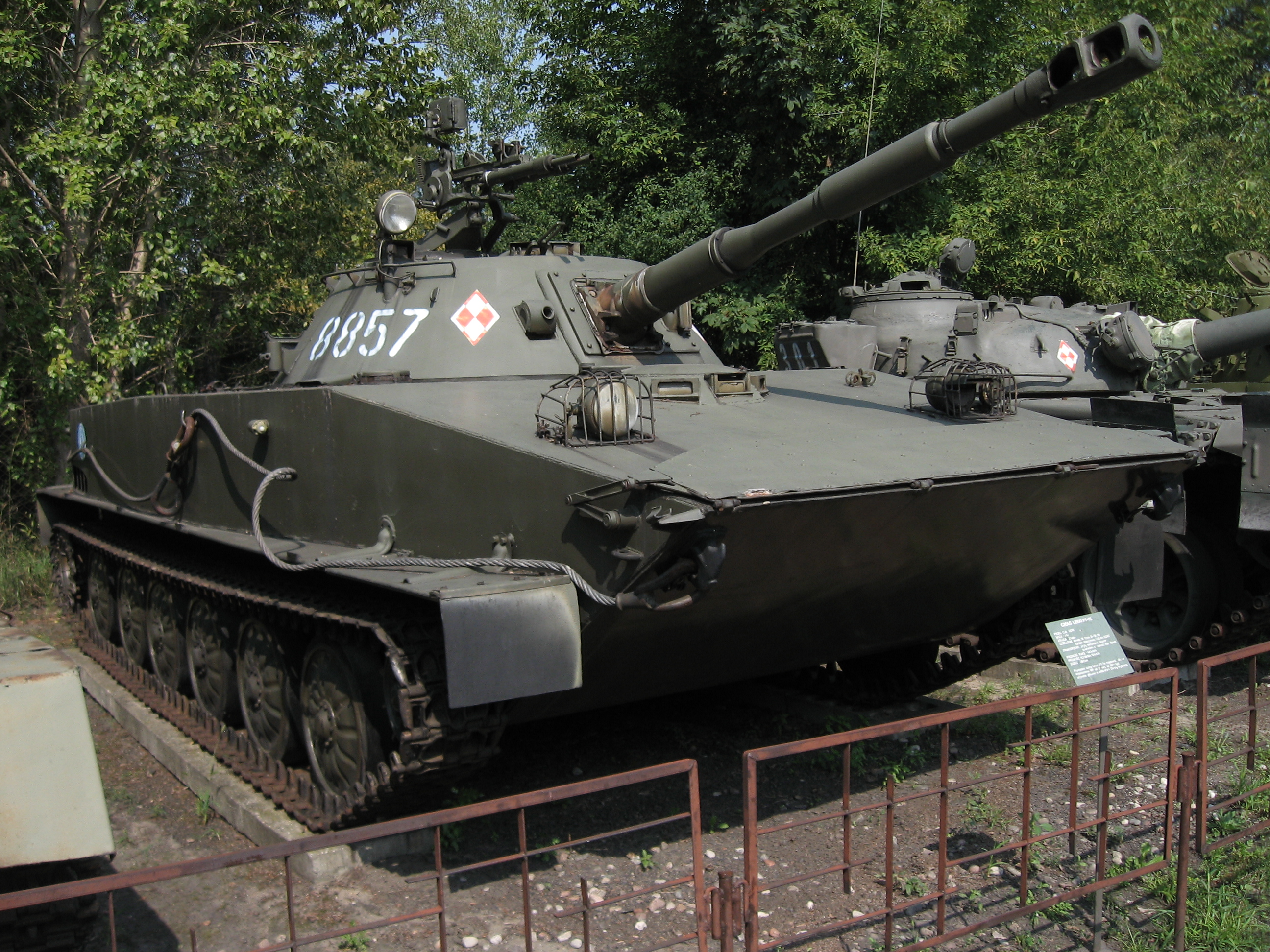
PT-76 équipé d'un support pour une mitrailleuse DShK supplémentaire

La quasi-entièreté des PT-76 construits sont équipés d'une mitrailleuse SGMT de 7,62 mm placée en coaxiale du canon sur sa droite. Le kit mitrailleuse comprend quatre boîtes à munitions de 250 coups chacune portant le nombre total de munitions à 1 000 coups. Très vite, le stock de munitions s'est révélé faible pour un véhicule qui doit pouvoir opérer seul. Cela se remarque en le comparant face aux autres véhicules tels que le T-54 qui possède 3 500 coups et le BTR-60 qui au total possède 3 500 coups. En 1967, la mitrailleuse SGMT est remplacée par la nouvelle mitrailleuse PKT en conservant les 1 000 coups proposés. Seuls les 115 derniers PT-76B produits vont être équipés de cette mitrailleuse,.
Une mitrailleuse lourde de 12,7 mm DShK peut être installée avec son affût associé sur le PT-76. Cette nouvelle mitrailleuse pouvait engager sur des cibles aériennes proches,.

### Munitions
Le canon de 76,2 mm à la capacité d'employer les anciennes munitions la Seconde Guerre mondiale mais aussi de nouvelles munitions dont des obus à charge creuse modernes. La dotation en munition embarquée à bord du char a aussi évolué entre l'arrivée en régiment en 1952 et sa fin de service à l'arrivée des BMP-3F en fédération de Russie. La première dotation est composée de 40 obus dont 24 obus explosifs (U)OF-350/(U)O-350A, 4 BR-350B, 4 (U)BR-354P et 8 (U)BK-354 à partir de 1955. La dotation va ensuite évoluer en intégrant plus d'obus BK-354(M), seuls capables de détruire des cibles blindées. Le nouvel arsenal se compose dans les années 1970 de 40 obus dont 20 obus explosifs (U)OF-350, 4 BR-354, 4 (U)BR-354N et 12 (U)BK-354(M). Les quarante obus sont disposés dans quatre râteliers à munitions tous présents dans la tourelle. Trois râteliers principaux vont être utilisés, le premier peut accueillir 14 munitions, le second 16, le troisième 8 et enfin deux obus peuvent être placés dans un support derrière la tête du chargeur.
Les principaux obus utilisés dans l'arsenal du PT-76 sont les obus explosifs qui vont connaitre aussi des changements durant la période d'utilisation du PT-76.L'ensemble de l'obus est désigné UOF-354M alors que le projectile est nommé OF-350. Cet obus n'a pas seulement été utilisé sur le PT-76 et est déjà largement utilisé sur les T-34 équipé du canon F-34. Compte tenu de son ancienneté l'obus n'utilise pas de technologies modernes et est simplement un amas d'explosif destiné à détruire des fortifications légères ou bien de combattre l'infanterie. Cet obus utilise de la TNT comme élément explosif principal. Un autre obus explosif fut aussi utilisé et c'est l'O-350A qui remplace l'OF-350. Il diffère du précédent par l'utilisation d'un nouvel explosif A-IX-II qui était déjà largement dans l'Armée soviétique. La portée maximale de l'OF-350 est d'environ 12 000 m depuis un PT-76 avec son canon pointé à 30°. Trois fusées sont utilisées sur les obus à fragmentation. Au début du service du PT-76 ce sont les fusées KTM-1 et KTMZ-1-U qui sont utilisés et c'est seulement vers la fin de production des PT-76 que le fusée MG-N est entré en service. Ces fusées disposent de deux modes. Le premier déclenche instantanément la charge explosive avec l'arrivée de l'obus sur la cible. Le second accorde quelques millièmes de secondes avant l'explosion. Pour les obus anti-char conventionnels quatre sont utilisés. Les deux premiers sont explosif et les deux autres sont sous-calibrés. Les deux premiers sont le BR-350B et le BR-354. Le BR-350B est un obus hérité des stocks de la Seconde Guerre mondiale et possède une pénétration globalement assez faible pour les véhicules blindés moyens et lourds. Le second, BR-354, est un nouvel obus apparut dans la décennie 1950 et est le successeur amélioré du BR-350B. Ses performances de pénétration à tous angles et à toutes distances sont améliorés. Parmi les obus sous-calibrés c'est le BR-354P qui est le plus ancien. Sa conception date de 1942 et l'obus est entré en service en 1943. Le BR-354P est très similaire à son homologue du 45 mm équipant notamment les BT-5 et BT-7. Le second est le BR-354N qui hérite plutôt du BR-367N qui équipe les canons de 85 mm. Ses performances sont grandement supérieures à celle du BR-354P. Le PT-76 est aussi équipé d'un nouvel obus qui va constituer la majorité des obus anti-char, ce nouvel obus appelé BK-354. L'obus à charge creuse empenné vient de faire son apparition en Union soviétique. Cet obus va connaître une amélioration qui est le BK-354M .
| Tableau récapitulatif des caractéristiques des obus utilisés sur le PT-76 | Tableau récapitulatif des caractéristiques des obus utilisés sur le PT-76 | Tableau récapitulatif des caractéristiques des obus utilisés sur le PT-76 | Tableau récapitulatif des caractéristiques des obus utilisés sur le PT-76 | Tableau récapitulatif des caractéristiques des obus utilisés sur le PT-76 | Tableau récapitulatif des caractéristiques des obus utilisés sur le PT-76 | Tableau récapitulatif des caractéristiques des obus utilisés sur le PT-76 | Tableau récapitulatif des caractéristiques des obus utilisés sur le PT-76 | Tableau récapitulatif des caractéristiques des obus utilisés sur le PT-76 | Tableau récapitulatif des caractéristiques des obus utilisés sur le PT-76 | Tableau récapitulatif des caractéristiques des obus utilisés sur le PT-76 | Tableau récapitulatif des caractéristiques des obus utilisés sur le PT-76 |
| ------------------------------------------------------------------------- | ------------------------------------------------------------------------- | ------------------------------------------------------------------------- | ------------------------------------------------------------------------- | ------------------------------------------------------------------------- | ------------------------------------------------------------------------- | ------------------------------------------------------------------------- | ------------------------------------------------------------------------- | ------------------------------------------------------------------------- | ------------------------------------------------------------------------- | ------------------------------------------------------------------------- | ------------------------------------------------------------------------- |
| Désignation obus complet                                                  | Désignation projectile                                                    | Type d'obus utilisé                                                       | Masse de l'obus (kg)                                                      | Masse du projectile (kg)                                                  | Masse de l'explosif (kg)                                                  | Type d'explosif utilisé                                                   | Détonateur                                                                | Vitesse initiale à la sortie de bouche (m/s)                              | Portée de tir direct optimale (m)                                         | Portée maximale (m)                                                       | Années d’utilisation dans l'arsenal du PT-76                              |
| Obus chimiques                                                            |                                                                           |                                                                           |                                                                           |                                                                           |                                                                           |                                                                           |                                                                           |                                                                           |                                                                           |                                                                           |                                                                           |
| 53-UOF-354M                                                               | OF-350                                                                    | Obus à fragmentation                                                      | 8,82                                                                      | 6,2                                                                       | 0,71                                                                      | TNT                                                                       | KTM-1, KTM-3                                                              | 680                                                                       | 2 à 820                                                                   | 12 000                                                                    | 1952 -                                                                    |
| 53-UO-354AM                                                               | O-350A                                                                    | Obus à fragmentation                                                      | 8,83                                                                      | 6,21                                                                      | 0,54                                                                      | A-IX-II                                                                   | KTM-1                                                                     | ?                                                                         | ?                                                                         | ?                                                                         | 1952 -                                                                    |
| 53-UBK-354                                                                | BK-354                                                                    | Obus à charge creuse                                                      | 9,54                                                                      | 7,027                                                                     | 0,74                                                                      | A-IX-I                                                                    | GPV-1, GPV-2                                                              | 550                                                                       | 2 à 760                                                                   | ?                                                                         | 1955 -                                                                    |
| 53-UBK-354M                                                               | BK-354M                                                                   | Obus à charge creuse                                                      | ?                                                                         | ?                                                                         | ?                                                                         | A-IX-IP                                                                   | GPV-2                                                                     | ?                                                                         | ?                                                                         | ?                                                                         | ?                                                                         |
| Obus perforants                                                           |                                                                           |                                                                           |                                                                           |                                                                           |                                                                           |                                                                           |                                                                           |                                                                           |                                                                           |                                                                           |                                                                           |
| 53-UBR-354B                                                               | BR-350B                                                                   | Obus perforant explosif                                                   | 9,12                                                                      | 6,5                                                                       | 0,65                                                                      | A-IX-II                                                                   | MD-10                                                                     | 655                                                                       | 2 à 920                                                                   | ?                                                                         | 1952 -                                                                    |
| 53-UBR-354                                                                | BR-354                                                                    | Obus perforant explosif                                                   | 9,12                                                                      | 6,5                                                                       | 0,032                                                                     | A-IX-II                                                                   | ?                                                                         | 655                                                                       | 2 à 920                                                                   | ?                                                                         | 1956 -                                                                    |
| 53-UBR-354P                                                               | BR-354P                                                                   | Obus perforant sous-calibré                                               | 6,3                                                                       | 3,02 (ensemble du projectile)                                             | —                                                                         | —                                                                         | —                                                                         | 950                                                                       | 2 à 1100                                                                  | ?                                                                         | 1952 -                                                                    |
| 53-UBR-354N                                                               | BR-354N                                                                   | Obus perforant sous-calibré                                               | 6                                                                         | 3,3 (ensemble du projectile)                                              | —                                                                         | —                                                                         | —                                                                         | 950                                                                       | 2 à 1250                                                                  | ?                                                                         | ?                                                                         |

| Tableau des valeurs de pénétration en mm des obus antichars de l'arsenal du PT-76 | Tableau des valeurs de pénétration en mm des obus antichars de l'arsenal du PT-76 | Tableau des valeurs de pénétration en mm des obus antichars de l'arsenal du PT-76 | Tableau des valeurs de pénétration en mm des obus antichars de l'arsenal du PT-76 | Tableau des valeurs de pénétration en mm des obus antichars de l'arsenal du PT-76 | Tableau des valeurs de pénétration en mm des obus antichars de l'arsenal du PT-76 | Tableau des valeurs de pénétration en mm des obus antichars de l'arsenal du PT-76 | Tableau des valeurs de pénétration en mm des obus antichars de l'arsenal du PT-76 | Tableau des valeurs de pénétration en mm des obus antichars de l'arsenal du PT-76 | Tableau des valeurs de pénétration en mm des obus antichars de l'arsenal du PT-76 | Tableau des valeurs de pénétration en mm des obus antichars de l'arsenal du PT-76 | Tableau des valeurs de pénétration en mm des obus antichars de l'arsenal du PT-76 | Tableau des valeurs de pénétration en mm des obus antichars de l'arsenal du PT-76 | Tableau des valeurs de pénétration en mm des obus antichars de l'arsenal du PT-76 | Tableau des valeurs de pénétration en mm des obus antichars de l'arsenal du PT-76 | Tableau des valeurs de pénétration en mm des obus antichars de l'arsenal du PT-76 | Tableau des valeurs de pénétration en mm des obus antichars de l'arsenal du PT-76 | Tableau des valeurs de pénétration en mm des obus antichars de l'arsenal du PT-76 |
| --------------------------------------------------------------------------------- | --------------------------------------------------------------------------------- | --------------------------------------------------------------------------------- | --------------------------------------------------------------------------------- | --------------------------------------------------------------------------------- | --------------------------------------------------------------------------------- | --------------------------------------------------------------------------------- | --------------------------------------------------------------------------------- | --------------------------------------------------------------------------------- | --------------------------------------------------------------------------------- | --------------------------------------------------------------------------------- | --------------------------------------------------------------------------------- | --------------------------------------------------------------------------------- | --------------------------------------------------------------------------------- | --------------------------------------------------------------------------------- | --------------------------------------------------------------------------------- | --------------------------------------------------------------------------------- | --------------------------------------------------------------------------------- |
| Désignation projectile                                                            | 0° - 100m                                                                         | 0° - 300m                                                                         | 0° - 500m                                                                         | 0° - 1000m                                                                        | 0° - 1500m                                                                        | 0° - 2000m                                                                        | 30° - 100m                                                                        | 30° - 300m                                                                        | 30° - 500m                                                                        | 30° - 1000m                                                                       | 30° - 1500m                                                                       | 30° - 2000m                                                                       | 60° - 100m                                                                        | 60° - 500m                                                                        | 60° - 1000m                                                                       | 60° - 1500m                                                                       | 60° - 2000m                                                                       |
| BR-350B                                                                           | 82                                                                                | ?                                                                                 | 75                                                                                | 67                                                                                | 60                                                                                | 53                                                                                | ?                                                                                 | ?                                                                                 | ?                                                                                 | ?                                                                                 | ?                                                                                 | ?                                                                                 | 33,5                                                                              | 30,5                                                                              | 22,5                                                                              | 24,5                                                                              | 21,5                                                                              |
| BR-354                                                                            | ?                                                                                 | ?                                                                                 | 95                                                                                | 80                                                                                | 70                                                                                | 60                                                                                | ?                                                                                 | ?                                                                                 | 75                                                                                | 65                                                                                | 55                                                                                | 45                                                                                | ?                                                                                 | ?                                                                                 | ?                                                                                 | ?                                                                                 | ?                                                                                 |
| BR-354P                                                                           | 120                                                                               | 105                                                                               | 90                                                                                | 60                                                                                | ?                                                                                 | ?                                                                                 | 95                                                                                | 85                                                                                | 75                                                                                | 50                                                                                | ?                                                                                 | ?                                                                                 | ?                                                                                 | 40                                                                                | 32                                                                                | ?                                                                                 | ?                                                                                 |
| BR-354N                                                                           | ?                                                                                 | ?                                                                                 | 125                                                                               | 110                                                                               | 90                                                                                | 75                                                                                | ?                                                                                 | ?                                                                                 | 100                                                                               | 90                                                                                | 75                                                                                | 65                                                                                | ?                                                                                 | ?                                                                                 | ?                                                                                 | ?                                                                                 | ?                                                                                 |
| BK-354                                                                            | 209                                                                               | ?                                                                                 | ?                                                                                 | ?                                                                                 | ?                                                                                 | ?                                                                                 | ?                                                                                 | ?                                                                                 | ?                                                                                 | ?                                                                                 | ?                                                                                 | ?                                                                                 | ?                                                                                 | ?                                                                                 | ?                                                                                 | ?                                                                                 | ?                                                                                 |
| BK-354M                                                                           | 280                                                                               | ?                                                                                 | ?                                                                                 | ?                                                                                 | ?                                                                                 | ?                                                                                 | ?                                                                                 | ?                                                                                 | ?                                                                                 | ?                                                                                 | ?                                                                                 | ?                                                                                 | ?                                                                                 | ?                                                                                 | ?                                                                                 | ?                                                                                 | ?                                                                                 |

### Mobilité

#### Moteur et transmission

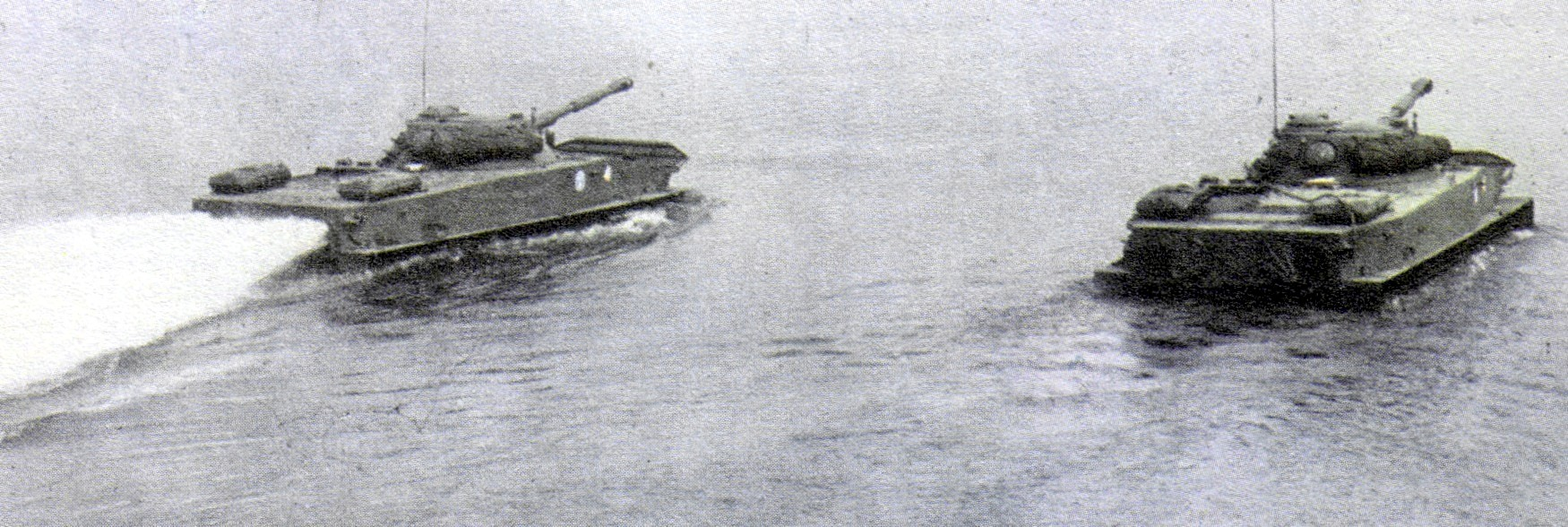
Deux PT-76B polonais en baignade

Le PT-76 est équipé du moteur V-6 qui connaît différentes versions à travers les années. En 1959, le V-6 est remplacé par le V-6G qui est remplacé en 1960 par le V-6PG. Toutes ces améliorations sont mineures et ne changent pas la puissance du moteur qui est de 176 kW soit 240 ch à 1 800 tr/min. Le moteur utilise un démarreur électrique qui peut être suppléé par un radiateur permettant de réchauffer le moteur lors de grands froids. Le démarreur ST-713 équipe la majorité jusqu'à son remplacement le ST-721 d'une puissance nominale inférieure au ST-713 qui est de 17,7 kW. Le véhicule peut-être aussi démarré à l'aide d'un système d'air comprimé de 10 litres. Un système de chauffage de l'admission d'air permet aussi de faciliter les démarrage lors de conditions de températures négatives. Un filtre à air en trois étapes est présent. Le moteur est aidé d'un système de lubrification à huile disposant d'un réservoir de 35 litres avec un filtre Kimaf-STZ qui fut remplacé en 1954 par le filtre MAF. La moteur est refroidi par un liquide de refroidissement avec un réservoir de 24 litres. Son radiateur a une surface de 38 m2.
Le PT-76 est équipé d'une boîte de vitesses à deux arbres de 4 vitesses en marche avant et arrière. La transmission est similaire à celle du T-34-85 mais comporte une boîte de vitesses à trois rapports spéciaux pour les déplacements dans l'eau.

#### Facteur amphibie

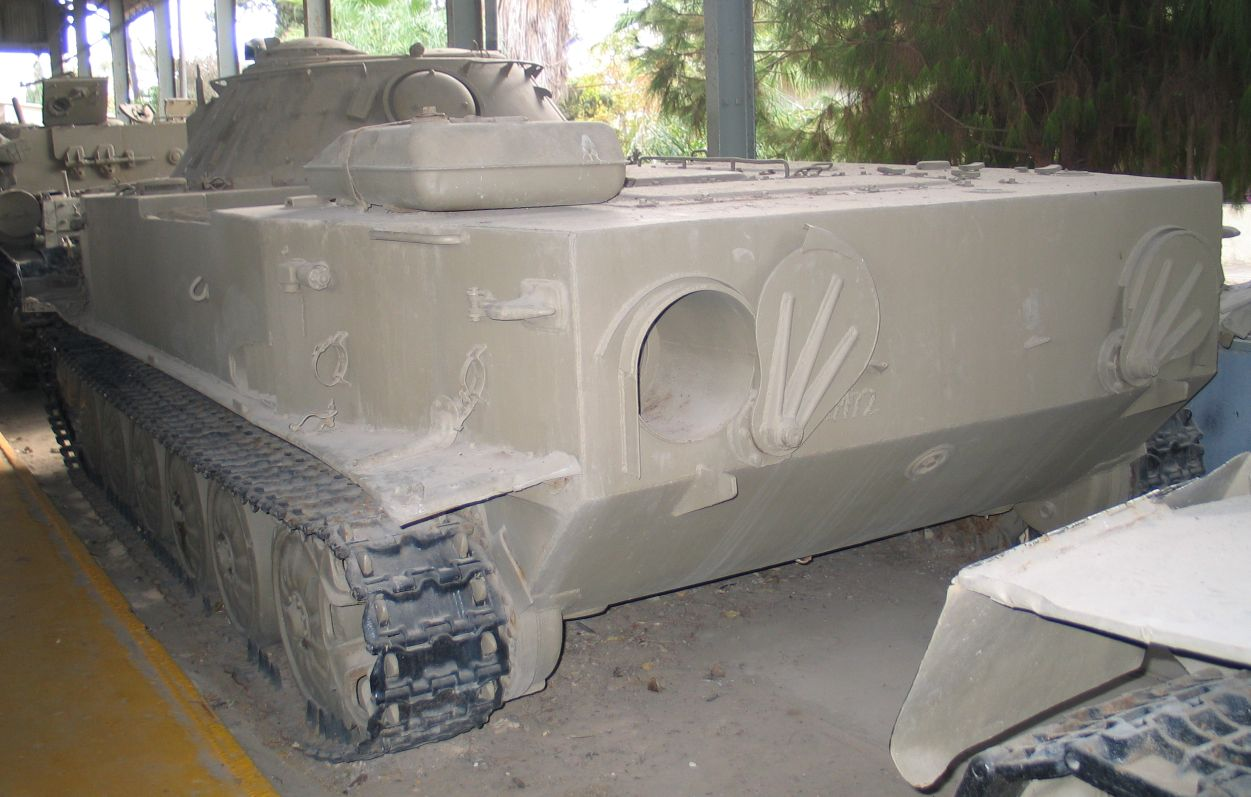
Vue de l'arrière du PT-76 et notamment les deux volets pour les jets

L'élément révolutionnaire chez le PT-76 c'est bien sa capacité amphibie. En effet, cette caractéristique va mobiliser la majorité des ingénieurs et va conduire à un changement d'usine de développement. Le nouveau système inédit est une combinaison de deux propulseurs par jet. Ce système de propulsion par hydrojets remplace alors le système d'hélices qui équipait jusqu'alors tous les véhicules amphibies. Par cette nouvelle technologie le PT-76 possède des capacités amphibies nettement supérieures aux autres véhicules amphibies,.

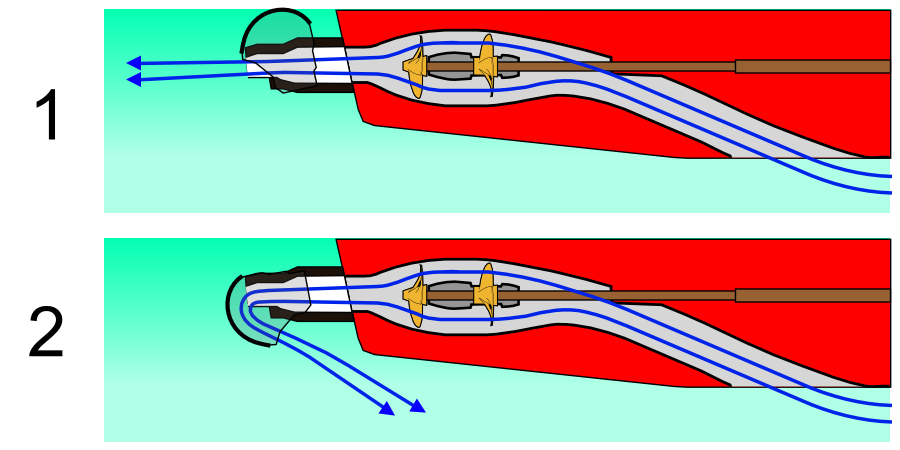
Schéma d'une propulsion par hydrojet : 1 : marche avant ; 2 : Marche arrière

Le système par hydrojets aspire l'eau par deux entrées grillagées pour éviter l'ingestion de corps étrangers pouvant être dangereux pour le système sur le plancher arrière du véhicule (entre le dernier et avant-dernier galet) et l’accélère grâce à une pompe (roue) située dans un conduit reliant les entrées d'air au trappes d'évacuation à l'arrière du char. La roue possède des aubes de 340 mm de diamètre. Pour faire virer le véhicule lorsqu'il est immergé dans l'eau, l'un des jets peut-être désactivé. Pour la marche arrière les volets arrières sont refermés et des volets avant sont ouverts (sur les côtés de l'arrière coque) permettant d'inverser la réaction. Le deux hydrojets sont actionnés par le moteur V-6 à l'aide d'un système spécial de transmission. Ce système présente trois vitesses et est attaché à la boîte de vitesses standard. La première vitesse fournit une propulsion de 82 kgf, la seconde 900 kgf et la troisième 1 650 kgf. Un mécanisme permettant d'élever une lame pare-vague à l'avant à l'aide d'un moteur électrique est aussi présent et permet de garantir la flottabilité du véhicule et réduire l'impact des vagues sur le véhicule. L'entièreté du design de la coque résulte aussi de cette volonté d'assurer la flottabilité ainsi le PT-76 possède plus de 26% d'espace vide équivalent à 3,6 mètres cubes dans le véhicule et un profil plutôt haut,.

#### Autonomie
Le PT-76 est équipé de deux réservoirs juxtaposés sur le côté droit du compartiment moteur à côté du moteur V-6. La capacité de ces réservoirs est de 250 litres répartie en deux parties de 100 et 150 litres qui pouvaient porter le véhicule sur 400 km de route et à peu près 200 km en tout-terrain. En 1962, les PT-76B ont été équipés d'un réservoir fixe supplémentaire de 140 litres portant la capacité totale à 390 litres et l'autonomie à 480 km. Des réservoirs externes sont aussi disponibles et ont aussi varié en fonction des années. En 1958, deux réservoirs de 90 litres chacun ont été installés. Ces réservoirs sont similaires à ceux du T-34 et amène la capacité maximale du véhicule à 570 (430 avant 1962) litres et sa portée sur route à plus de 700 km (550 avant 1962). En 1964, les PT-76B sont équipés de réservoirs supplémentaires plats comme ceux présent sur le T-54 de 95 litres en remplacement des anciens la capacité totale du véhicule est de 580 litres avec 590 km d'autonomie. En baignade, le véhicule ne dépasse pas les 120 km d'autonomie malgré l’extension considérable de la capacité en carburant,.

#### Chenilles

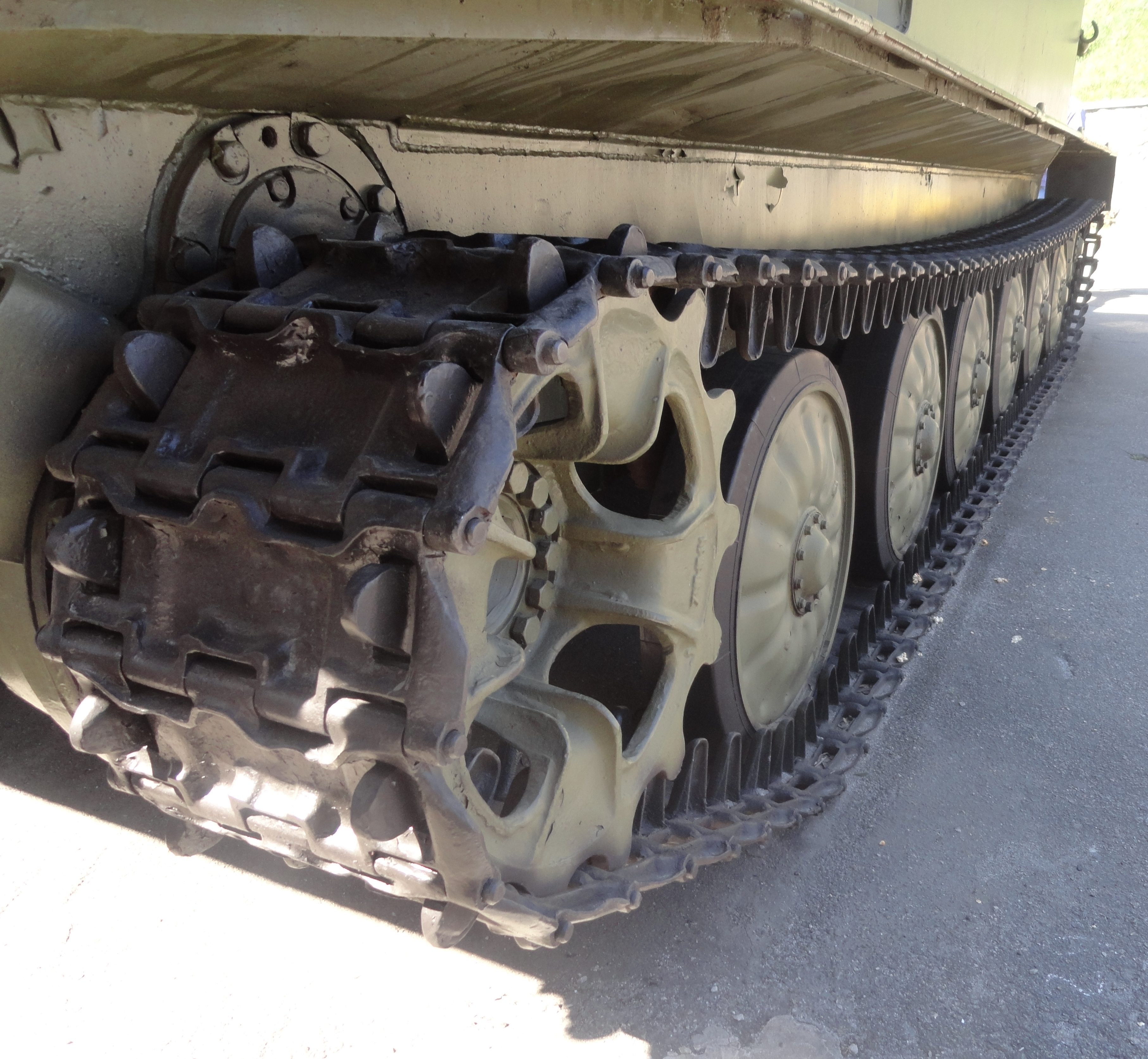
Vue en détail de la chenille droite d'un PT-76 au musée de l'histoire de l'Ukraine dans la seconde guerre mondiale de Kiev

Les chenilles du PT-76 sont composées de sept galets dont six galets de roulement et un galet de renvoi accompagné du barbotin à l'arrière qui assure la propulsion du char. Les galets d'entraînements sont d'un diamètre de 670 mm et d'une largeur 125 mm qui passe en 1955 à 112 mm en incorporant du caoutchouc pour éviter les frottements. Les chenilles utilisaient la disposition OMSh. Des gardes-boues en caoutchouc sont présents à l'avant du véhicule et à l'arrière du véhicule. Le système de suspension utilisait la technologie Christie très répandue sur les chars soviétiques à l'époque,.

### Protection

#### Blindage
Durant la conception du PT-76, le principal critère pour la réalisation du projet en termes de protection est la capacité du véhicule à résister à des munitions perforantes de 12,7 mm occidentales au calibre .50 et ce à tout angle. Le blindage des différents prototypes a été augmenté au fur et à mesure du développement et c'est l'Objet 740 final qui porte le blindage le plus épais.
Une balle de 12,7 mm de calibre .50 est capable de perforer une plaque de blindage homogène laminée de 13 mm d'épaisseur à une distance de 200 m sous incidence nulle, le PT-76 doit donc posséder un blindage supérieur. Pour ce faire, le véhicule est équipé d'un blindage à haute dureté 2P. Ce blindage est intrinsèquement très méconnu mais il répond à la norme américaine MIL-DTL-46100/MIL-A-46100. Néanmoins quelques informations sont disponibles sur le blindage 2P comme la composition de l’alliage utilisé qui est de l'acier avec du manganèse, du molybdène et 0,26% ± 0,03% de carbone. Le blindage à haute dureté a des performances plus élevées face au blindage homogène laminé, ainsi le blindage du PT-76 présente des épaisseurs plus faibles comparées aux pénétrations des balles face au blindage homogène laminé.

#### Caisse
Le blindage du glacis est de 10 mm à 80° pour les versions jusqu'en mai 1962 et ensuite de 8 mm à 80° pour les versions de mai 1962 jusqu'à l'arrêt de la production en 1967. Cette partie du blindage résiste très aisément à tous types de munitions compte tenu de son inclinaison et remplit parfaitement son rôle face aux munitions perforantes de 12,7 mm au calibre .50 et ce même avec une plaque de 8 mm. La plaque frontale inférieure est d'une épaisseur de 13 mm et à une inclinaison de 45° par rapport à la verticale. Cette plaque pourrait théoriquement résister aux munitions de 12,7 mm mais seulement pour des tirs sur de longues distances ou présentant un angle défavorable. En 1962, l'angle de la plaque frontale inférieure passe de 45 à 55°. Le plancher du PT-76 est de 5 mm d'épaisseur et la partie supérieure de la coque est de 6 mm.
À l'instar de la plaque inférieure frontale, la plaque supérieure latérale est d'une épaisseur de 13 mm mais avec un angle vertical. Cette plaque ne peut résister à des balles de 12,7 mm au calibre .50 à un angle nul mais en condition de combat le char est souvent présenté de face ou de biais de qui réduit significativement les chances de pénétrer. La plaque inférieure possède les mêmes caractéristiques avec une épaisseur réduire de 3 mm ce qui change peu la capacité de résistance puisque le groupe chenille est placé en partie devant cette plaque.
Pour la plaque arrière supérieure, l'épaisseur est de 6 mm pour un angle à la verticale. Sa capacité de résistance face aux munitions de 12,7 mm devient assez faible comparée aux autres plaques du blindage ce qui en fait la partie la plus faible du véhicule. La plaque inférieure arrière est de 6 mm mais avec un angle de 45°. En 1967, pour les derniers véhicules produits, cette plaque passe à 8 mm.

#### Tourelle
La tourelle est divisée en deux parties. La première occupe les deux premiers tiers avant de la tourelle et la seconde le tiers restant. La partie avant a un blindage de 15 mm avec une inclinaison de 35°. La partie arrière est de 10 mm avec une inclinaison de 35° aussi. L'épaisseur et l'inclinaison du blindage de la tourelle garantissent pleinement la résistance face aux munitions de 12,7 mm et ce à tout angle et à toute distance. L'anneau de tourelle est d'un diamètre de 1 800 mm.

### Moyens d'observation et trappes

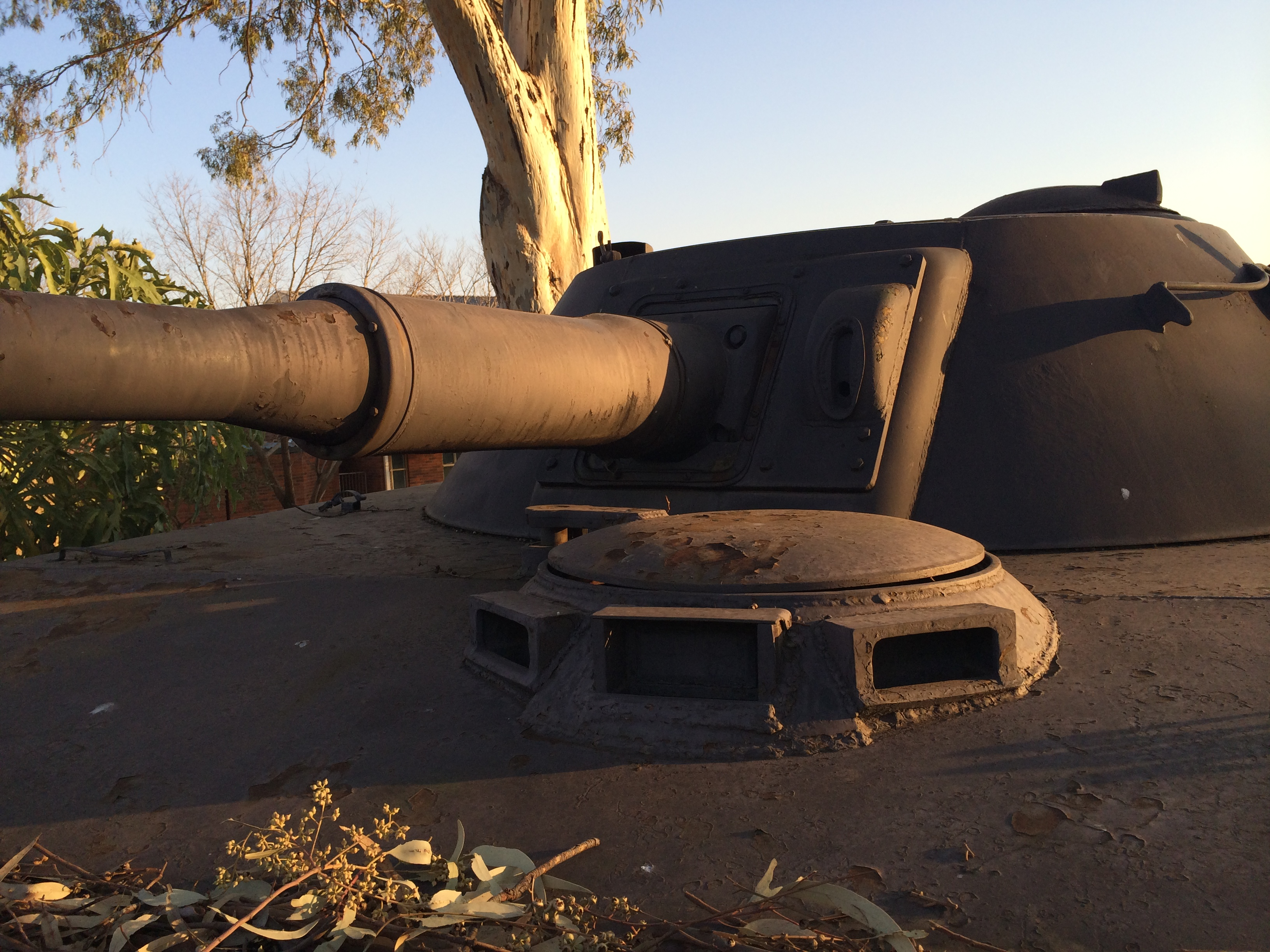
Vue d'un PT-76 avec les trois viseurs TNP du conducteur ainsi que la trappe à vis ici fermée.

#### Conducteur
Pour garantir la vision du conducteur en situation de combat, trois épiscopes TNP furent installés. Ces épiscopes vont être suppléés par le dispositif PER-17 lors des baignades permettant à l'aide d'un périscope une vision facilitée. En 1956, le PER-17 est remplacé par le PER-17A. En 1957, le TPN-370 fut installé en remplacement du PER-17A pour les déplacements en baignade. Le TPN-370 possède un périscope de 370 mm permettant de mieux voir l'eau et ainsi pleinement contrôler le char en baignade. Deux lampes KSLT-64 sont installées en mars 1965 pour éclairer le tableau de bord en conditions nocturnes.
Pour sortir du véhicule, une trappe à vis qui peut se déplacer à 180° est présente. Cette trappe subit quelques modifications au début de la production du PT-76 mais reste globalement similaire sur tous les modèles. En cas d'extrême urgence, une seconde trappe est présente sur le plancher permettant ainsi d'évacuer le véhicule par dessous sans alerter de potentiels ennemis.

#### chef de char/tireur

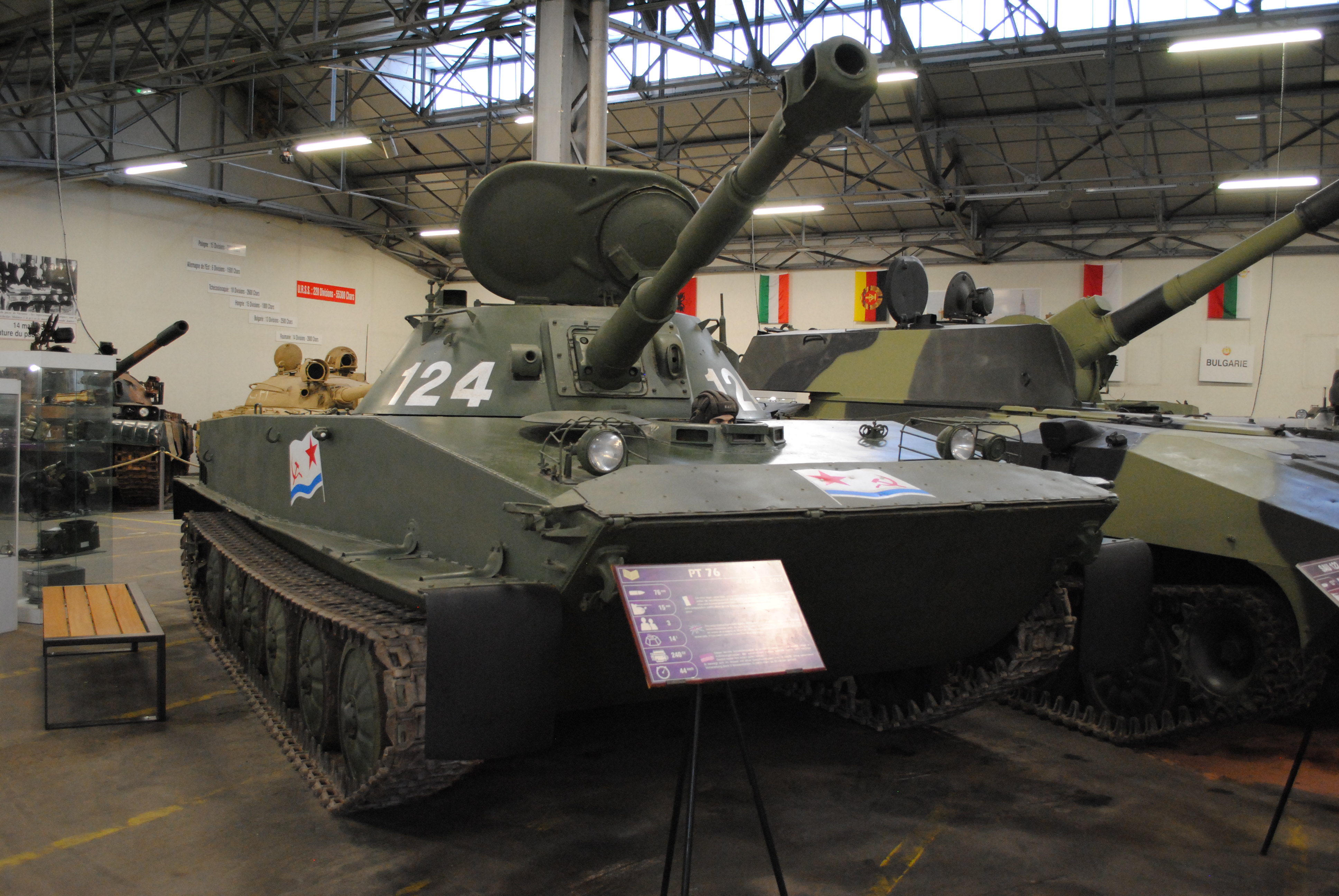
PT-76 avec la trappe de tourelle ouverte au musée des blindés à Saumur

Le chef de char dispose pour sa vision de trois épiscopes sont deux TNP-B qui entoure le TPKU. Ces trois épiscopes couvrent un champ frontal entre 120 et 180°. Tout ce système de vision est intégré à une coupole qui peut tourner à 360° garantissant ainsi au chef de char/tireur d’observer l'entièreté de l'environnement. Avec l'arrivée du PT-76B, le TPKU est remplacé par le TPKU-2 qui sera ensuite amélioré par le TPKU-2B. Le TPKU-2B diffère du TPKU-2 par l'ajout de manches en bois permettant de tourner avec une plus grande facilité. Le TPKU-2(B) dispose d'un capacité de grossissement allant de 1 à 5. Au grossissement minimal, le champ de vision est de 17,5°. Au grossissement maximal, le champ est réduit à 7,5°. Le TPKU-2(B) est équipé d'un télémètre stadimétrique.
Pour les tirs, le chef de char/tireur utilise le viseur télescopique TShK-66. Sur les lignes de production le TShK-66 est remplacé par le TShK-66P à partir de 1957 lui-même remplacé par le TShK-66-2 à partir de 1959. L'avantage du viseur télescopique est le fait que lors d'un déplacement vertical du canon le viseur reste fixe grâce à sa capacité télescopique ce qui facilite largement le tir en mouvement. Le TShK-66 dispose d'un grossissement fixe qui est de 4 pour un champ de vie de 16°. Afin d'appréhender la large gamme d'obus déférents, le viseur dispose de ligne de tir pour chaque obus et pour des distance allant de 0 à 4 000 m. Néanmoins, le TShK-66 ne dispose pas de télémètre et le char de char/tireur est contraint d'utiliser le TPKU(-2(B)) pour vérifier la distance d'une cible se réduit largement la capacité d'engagement du char.
Pour sortir ou observer les environs, le chef de char dispose d'une large trappe couvrant quasiment l'entièreté de la tourelle. D'une forme rectangulaire et arrondie, cette trappe possède une seconde trappe en son sein permettant au chef de char/tireur de se protéger lors d'observation à l’œil nu et permet aussi une rotation lorsqu'elle est fermée. La grande taille de cette trappe est principalement due à une question de rapidité en cas d’évacuation lors d'un naufrage.

#### Chargeur
La chargeur ne dispose que d'une seul épiscope MK-4S très simple garantissant une aide pour le chef de char. Le MK-4S peut permettre au conducteur de recevoir des instructions lors de marche arrière lorsque le chef de char réalise une autres tâche.

### Équipements

#### Équipement personnel
Pour protéger le personnel du PT-76, un pistolet-mitrailleur PPSh-41 est pourvu dès l'entrée en service avec 4 chargeurs de 71 coups portant le nombre total de balles à 284. En 1953, le PPSh-41 est remplacé par un AK-47 avec 180 cartouches soit 6 chargeurs de 30 balles. En 1954, le total de munitions est passé à 10 chargeurs donc 300 coups. En plus d'un pistolet-mitrailleur, 15 grenades F-1 sont pourvues ainsi qu'un pistolet lance-fusées avec 20 fusées de signalisation.

#### ProtectionNRBC
Originellement, les premiers PT-76 n'avaient aucune protection pour les risques NRBC et c'est seulement pour les PT-76B modèle 1961 et ceux suivants que les risques NRBC vont être pris en charge. En effet, le système PAZ, acronyme translittéré de "Противоатомная Защита" soit littéralement "Protection anti-nucléaire", va être équipé sur le PT-76B durant l'année 1961. Le PT-76B va être équipé d'un nouveau ventilateur et d'un système évitant aux particules d'entrer par la sortie du ventilateur. Pour assurer une protection complète et ce pour l'entièreté du véhicule, un système de surpression va être utilisé mais ne sera pas fourni via le ventilateur de tourelle comme il est fourni pour la majorité des chars soviétiques équipés du système PAZ. Cette surpression est fournie par un filtre à air couplé à un compresseur qui est situé à la droite de la trappe conducteur. Afin d'avertir l'équipage de la présence de risques nucléaires, le capteur gamma DP-3 est installé au sein du poste conducteur. Ce capteur permet de prévenir l'arrivée de particules radioactives par la détection des rayons gamma associés à une détonation nucléaire. Néanmoins, le PT-76 n'est pas équipé de systèmes pouvant déterminer la présence d'arme chimique ou autres risques technologiques. C'est pour cela que les régiments de blindés sont souvent accompagnés d'unités de reconnaissance chimiques qui grâce à leur BRDM-1RKh ou BTR-40RKh vont positionner des drapeaux indiquant les risques permettant ainsi aux équipages de se prévenir de ses risques,.

#### Extincteur
Pour les premiers PT-76, deux extincteurs manuels OU-2 sont présents et ne garantissent qu'une très faible protection puisqu'il faut sortir du char pour atteindre le plus souvent un feu présent dans le moteur. Avec l'apparition du PT-76B en 1959, un système unifié et automatisé de lutte incendie "Rosa" qui comporte le boiter de contrôle KP-50 et quatre capteurs thermiques TD-1 est installé en plus des deux extincteurs OU-2. Il est très similaire au système présent sur le nouveau T-55. Les capteurs sont installés au quatre coins du moteur permettant de couvrir l'ensemble du compartiment moteur. Le système peut agir sous deux modes : automatique ou semi-automatique. Ainsi, lorsque le système est en mode automatique, les extincteurs sont activés dès l'alerte du capteur au sein du moteur avec un délai de 50 millisecondes. Lorsque le système est en mode semi-automatique, le conducteur est prévenu par une alerte lors d'un feu et peut ainsi décider de l’extinction manuellement. Au-delà de ces deux modes, le conducteur peut aussi activer les extincteurs hors de la notion d'alerte fournie par le système. Le système peut garantir une seconde charge au cas où le feu reprend. La mixture utilisée est la "3,5" qui se compose de bromoéthane et de dioxyde de carbone. L’extinction du feu provoque l'arrêt immédiat du moteur et ce jusqu'à une maintenance en atelier puisque que le moteur est entièrement noyé par la mixture "3,5". Ce système est remplacé en 1965 par le système UA qui comprend le boîtier de contrôler AS-2, le boîtier de distribution KRR et quatre TD-1 disposé comme pour le Rosa. Le système comporte aussi deux boîtiers de commande pour les ventilateurs KUV-3,.

##### Grenades fumigènes

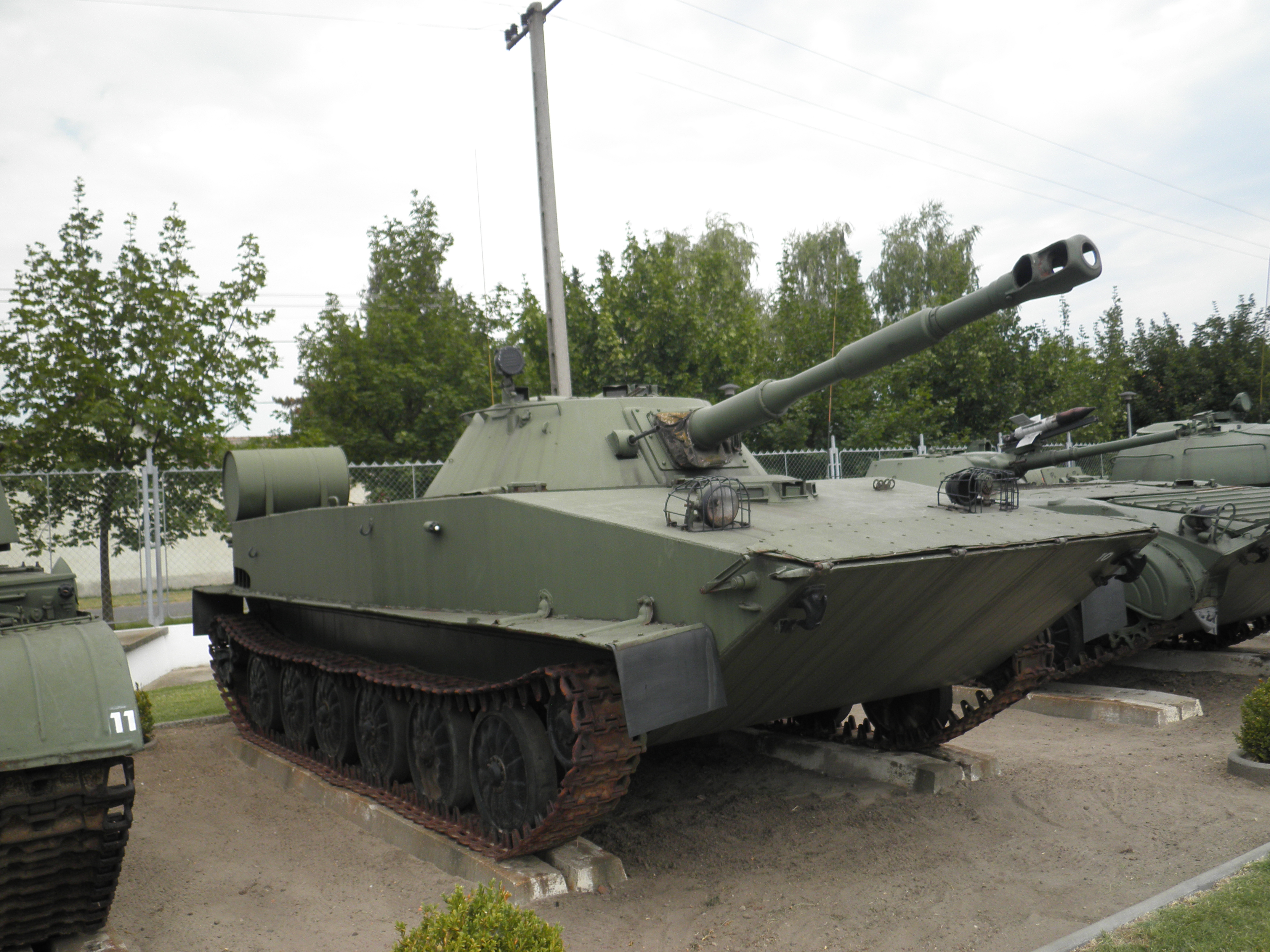
Un PT-76 équipé de grenades fumigènes BDSh-5 présentes à l'arrière du véhicule, en Hongrie.

Dès sont introduction et jusqu'en 1957, les PT-76 pouvaient être équipés de grenades fumigènes BDSh-5 qui vont composer le seul moyen de produire de la fumée jusqu'à l'arrivée du dispositif fumigène thermique. Ces "bombes", comme elles sont appelées chez les soviétiques, sont des cylindres de 450 mm de diamètre et 650 mm de longueur. Lors du déploiement de ces grenades, le combustible va être consumé et va produire pendant 7 minutes de la fumée. Cette grenade peut être relâchée grâce deux attaches. Plusieurs utilisations peuvent en être faites. La grenade peut flotter et ce même pendant le processus de combustion permettant de couvrir une traversée. Si la grenade est lâchée à un emplacement précis elle peut couvrir une zone circulaire de 200 m. À l'inverse si la grenade reste attachée sur le char elle peut couvrir une zone de 40 000 m2. La fumée produite par le grenade bloque les ondes lumineuse comprises entre 400 à 750 nanomètres ce qui bloque complètement la vision humaine. Néanmoins, cela ne bloque pas les rayons infrarouges qui peuvent toujours circuler et ainsi les véhicules ou soldats équipés de vision thermique peuvent toujours reconnaître toute variation de température anormale derrière cet écran de fumée,.

#### Générateur de fumée

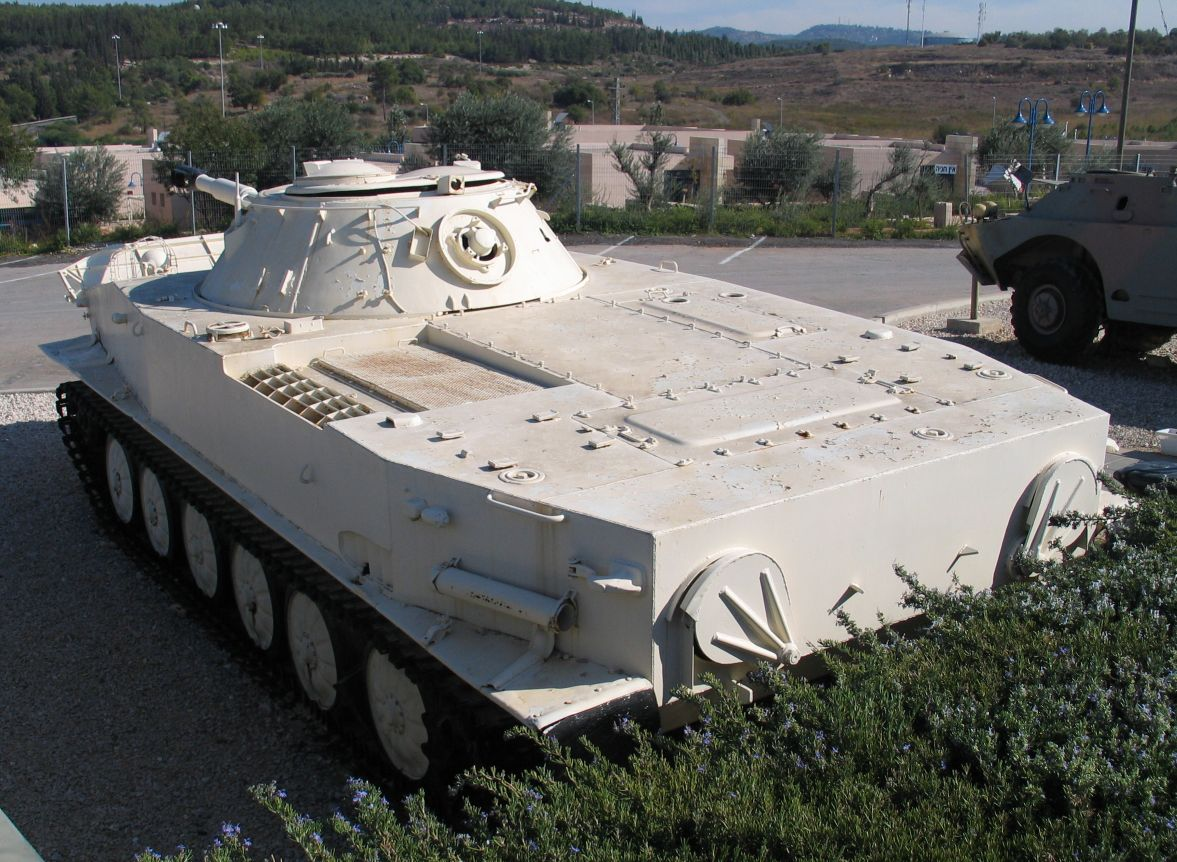
Vue de la sortie d'échappement (grille de gauche) d'où sortait la fumée générée, au musée Yad La-Shiryon en Israël.

En juin 1957 et en remplacement des grenades BDSh-5, un DFT (dispositif fumigène thermique) fut installé. Ce DFT permet grâce à la mise en contact du carburant diesel et d'un métal liquide réactif de créer une réaction chimique créant de la fumée. Cette fumée peut couvrir une zone de  300 à 400 m de large qui perdurait 2 minutes dans l'air avant de se dissiper. Le DFT pouvait être utilisé pendant une durée maximale de 10 minutes. Mais tout comme les BDSh-5, les fumées produites ne peuvent couvrir les rayons infrarouges et ainsi ne bloquent que le spectre visible entre 400 et 760 nanomètres. La principale avancée de ce système est la possibilité de l'opérer depuis le poste du conducteur et aussi de pouvoir varier la production de fumée.

#### Phares

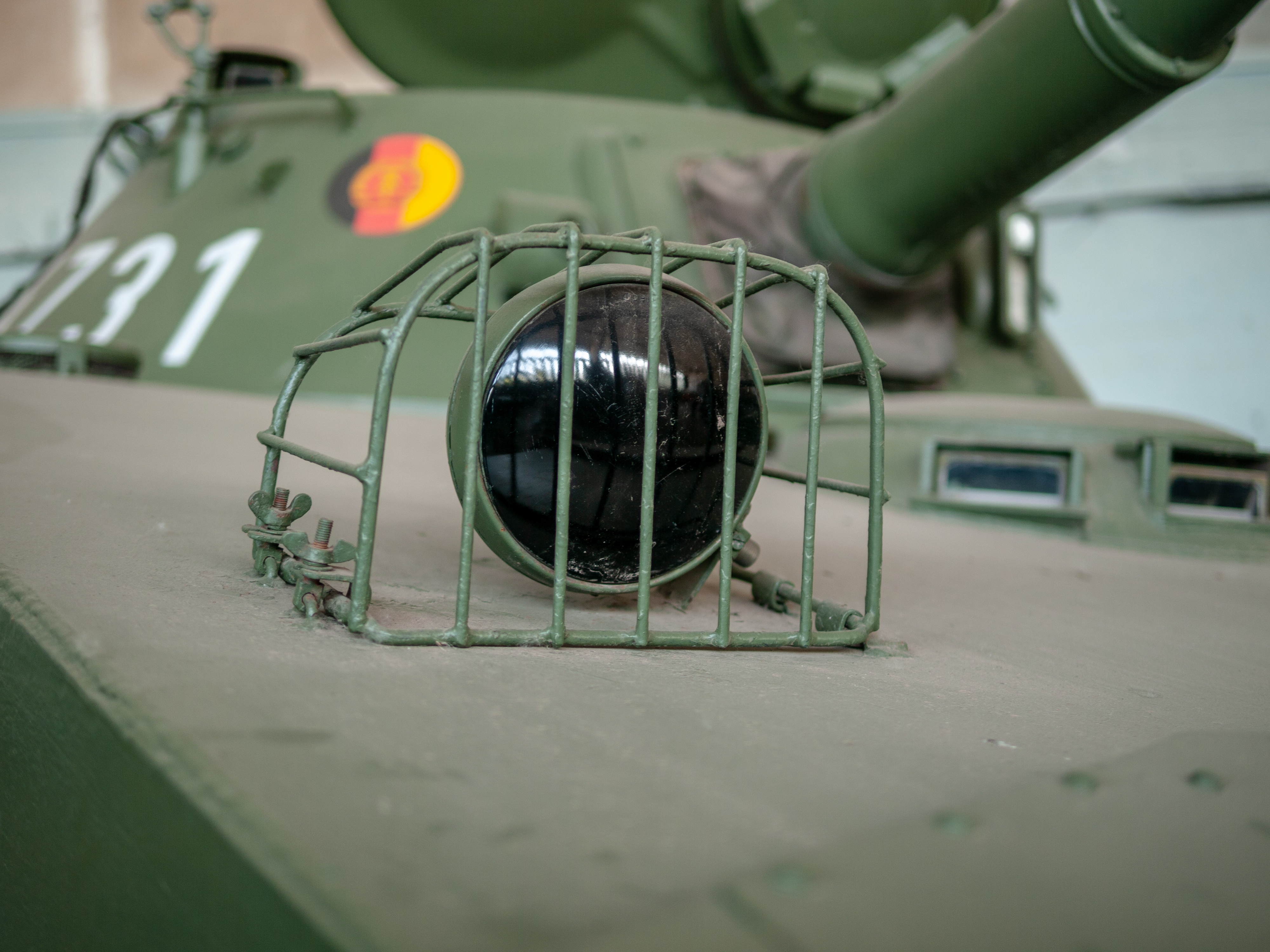
Phare avant-droit d'un PT-76B FG-100 ou FG-125.

Sur les premières versions du PT-76, un bloc composé d'un phare pour les déplacements et une diode pour les marquages était présent. Quatre diodes dont deux pointant vers l'arrière et deux vers l'avant furent aussi installées. Elles sont disposées sur les côtés de la coque. En 1956, le phare est remplacé par le phare FG-10 accompagné d'un commutateur R-29V. Peu de temps après, en 1957, deux phares FG-10 supplémentaires furent ajoutés avec un situé sur l'avant-droit du PT-76 et un sur la tourelle et pouvant être tourné à ±145°. Vient aussi se greffer, en décembre 1957, une diode de positionnement GST-49 sur l'arrière de la tourelle ainsi qu'un filtre infra-rouge accompagné d'un groupe d'alimentation BT-3-26 sur le feu avant-gauche permettant d'utiliser le kit de vision nocturne TVN-2B fraichement installé. En 1959 et avant l'arrivée du PT-76B, les derniers PT-76 et futurs PT-76B vont être équipés de nouveaux phares de la série FG-100 qui vont remplacer les anciens FG-10. Un FG-102 va remplacer le FG-10 sur l'avant-gauche. Un FG-100 équipé d'un filtre infrarouge va remplacer le FG-10 à l'avant-droit. Le FG-10 présent en tourelle va aussi être remplacé par un FG-101. Finalement, en décembre 1963, les PT-76B voient les phares de la séries FG-100 remplacés par ceux de la série FG-125. Ainsi, le FG-100 est remplacé par le FG-125, le FG-101 par le FG-126 et le FG-102 par le FG-127.

#### Radio et interphone
À l'origine, les premiers PT-76 étaient équipés de la radio 10RT-26E ou 10RT-26 et de l'interphone TPU-47. À partir d'avril 1957, les radios R-113 (ru) vont remplacer les anciennes radios 10RT accompagné du nouvel interphone TPU-120 et du groupe d'alimentation BP-2A. La radio R-123 (ru) remplace en mai 1967 la R-113 (ru) pour les derniers PT-76B produits et aussi pour les anciens PT-76(B) via un programme de modernisation. L'interphone fut aussi changé avec l'amélioration R-123 (ru) passant ainsi des TPU-120 aux TPU-124 et du groupe BP-2A au BP-26. Pour les véhicules de commandement, une radio R-112 fut ajoutée en supplément à partir de 1957,.

#### Divers
À partir de 1958, le gyroscope GPK-48 est présent dans le PT-76 mais il est très vite remplacé par le GPK-59 en 1959. Ce gyroscope est installé dans le poste de travail du conducteur,.
Le PT-76 se voit aussi équipé d'une bouée de sauvetage présente autour du ventilateur à l'arrière de la tourelle pour les débarquements amphibies.
Un ou plusieurs rondins de bois peuvent être disposés sur le char pour s'extraire d'enlisement.

## Véhicules basés

### Union soviétique
- BTR-50 : Véhicule de transport de troupe basé sur le châssis du PT-76. Ce véhicule connu un large développement tant par ses variantes que par les véhicules basés sur ce dernier. Il servit durant de nombreuses années et reste le seul véhicule de transport de troupes soviétique à chenilles d'après-guerre destiné à l'armée de terre. Les autres véhicules de transport de troupes étant de la série BTR (BTR-40, 60, 70 et 80) et donc traditionnellement à roues.BTR-50 au musée technique de Togliatti.

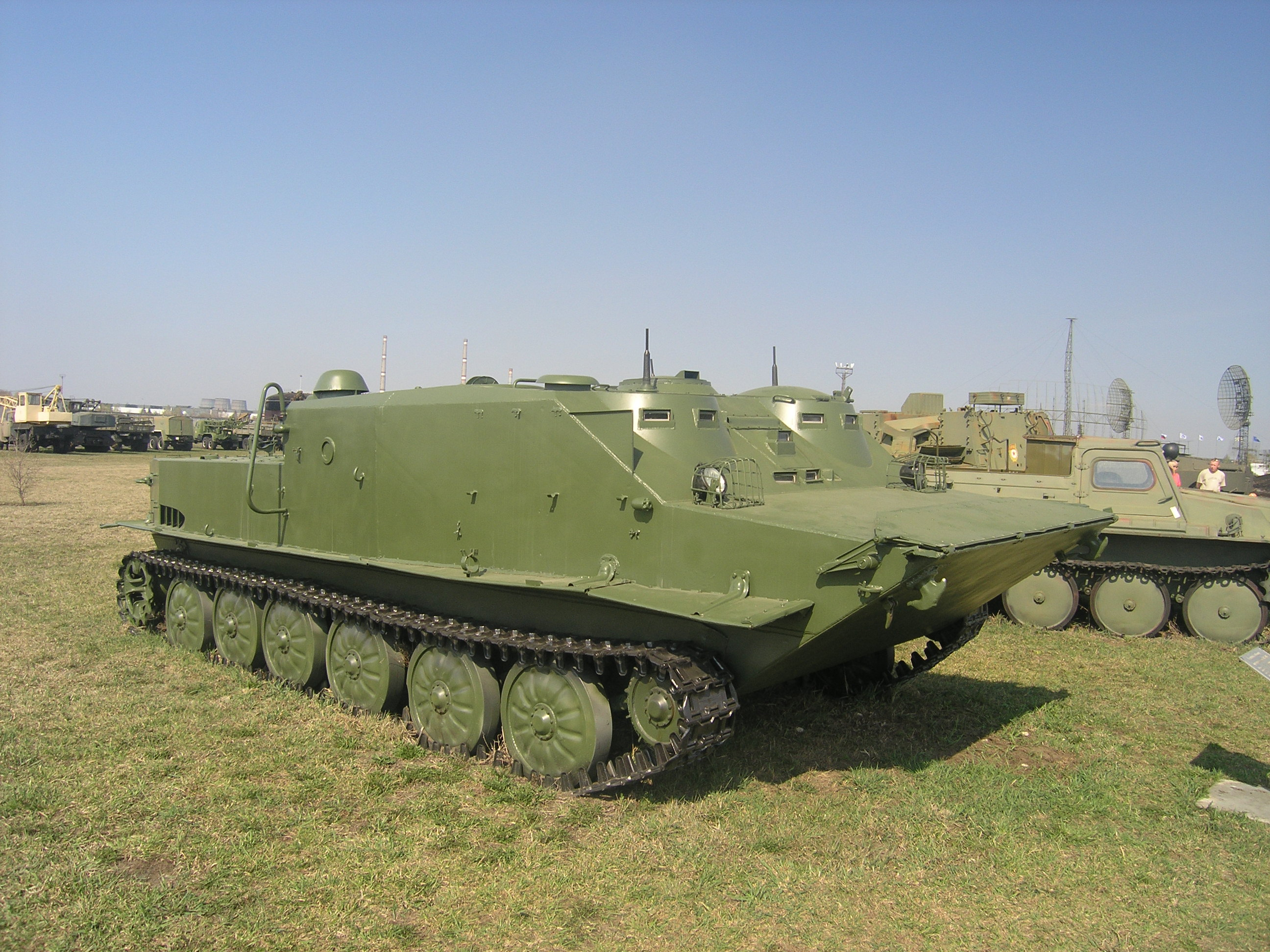
BTR-50 au musée technique de Togliatti.

- ASU-85 : Canon automoteur aéroporté destiné au VDV. Il fut conçu durant les années 1950 et es entré en service au sein des forces soviétiques au début des années 1960.
- ZSU-23-4 : Canon anti-aérien automoteur équipé de 4 canon de 23 mm AZP-23 basé sur le châssis du PT-76.ZSU-23-4 à l'école militaire Souvorov de Moscou.

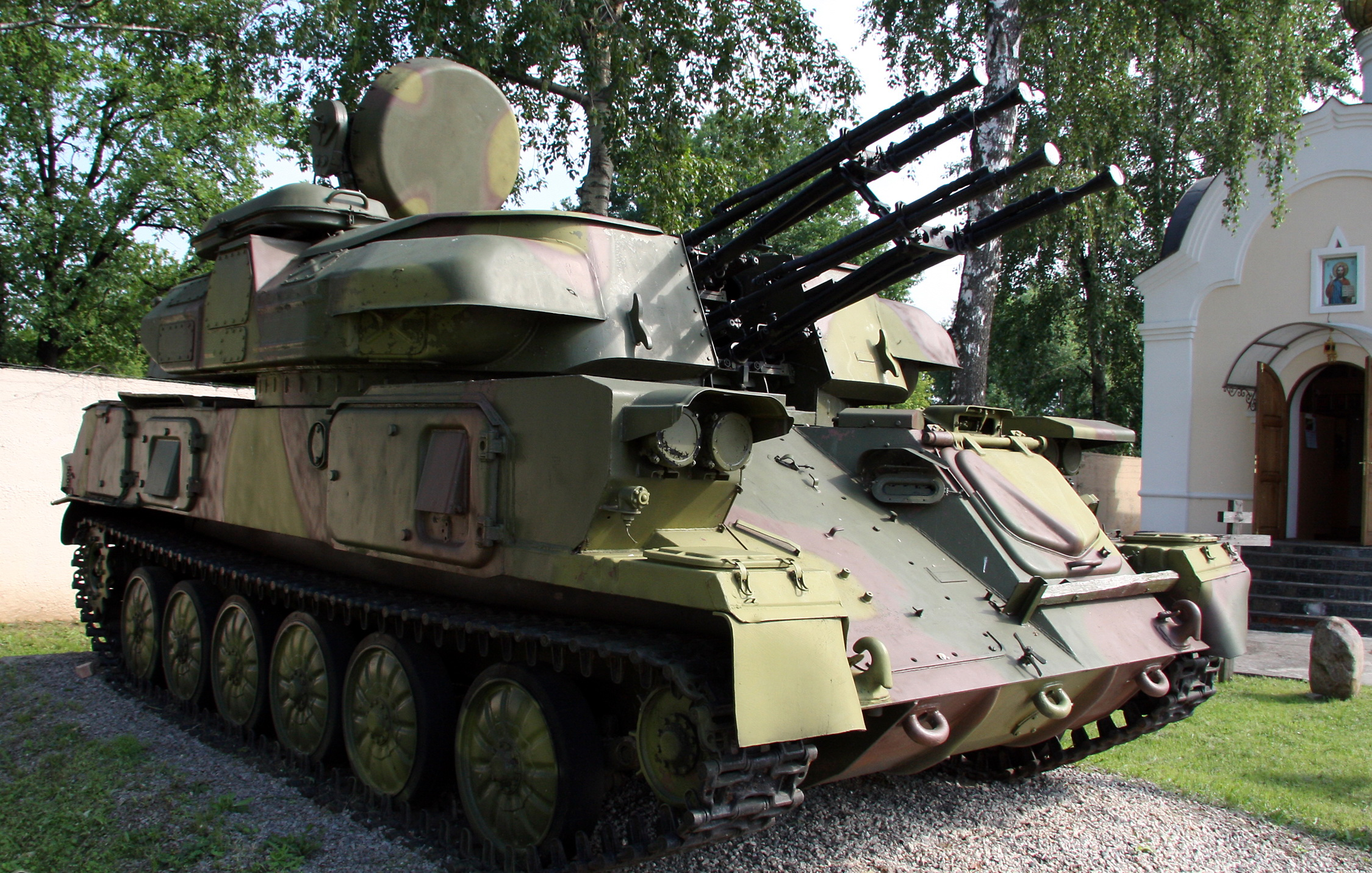
ZSU-23-4 à l'école militaire Souvorov de Moscou.

- UR-67 : Véhicule destiné à la destruction de mines. Il comporte un lanceur pour un câble explosif similaire à celui sur l'UR-77.
- Objet 8M-904 : Prototype de char léger/aéroglisseur basé sur le châssis du PT-76.
- Objet 8M-906 : Prototype de char léger/aéroglisseur basé sur le châssis du PT-76.
- Objet 170 : Prototype d'un char lanceur de missiles conçu à l'Usine de tracteurs de Stalingrad (en) en 1958.
- Objet 209 (Pingouin) : BTR-50 modifié pour l'arctique.
- Objet 210 : Prototype d'un canon automoteur sur châssis du PT-76.
- Objet 211 : BTR-50 modifié et équipé d'une turbine à gaz GTD-350 à l'origine présente sur le Mil Mi-2.
- Object 280 (ru) : Prototype d'un MLRS basé sur le châssis du PT-76. Le véhicule est conçu durant les années 1950 mais n'est jamais entré en service.
- 2P2 : Véhicule principal du système 2K1 Mars (en).
- 2P3 : Véhicule de ravitaillement du système 2K1 Mars (en).
- 2P16 : Véhicule principal du système 2K6 Louna (en).
- 2P17 : Véhicule de ravitaillement du système 2K6 Louna (en).
- 1S91 (ru) : Radar automoteur du système 2K12 Koub.
- 2P25 (ru) : Véhicule lanceur de missiles du système 2K12 Koub.

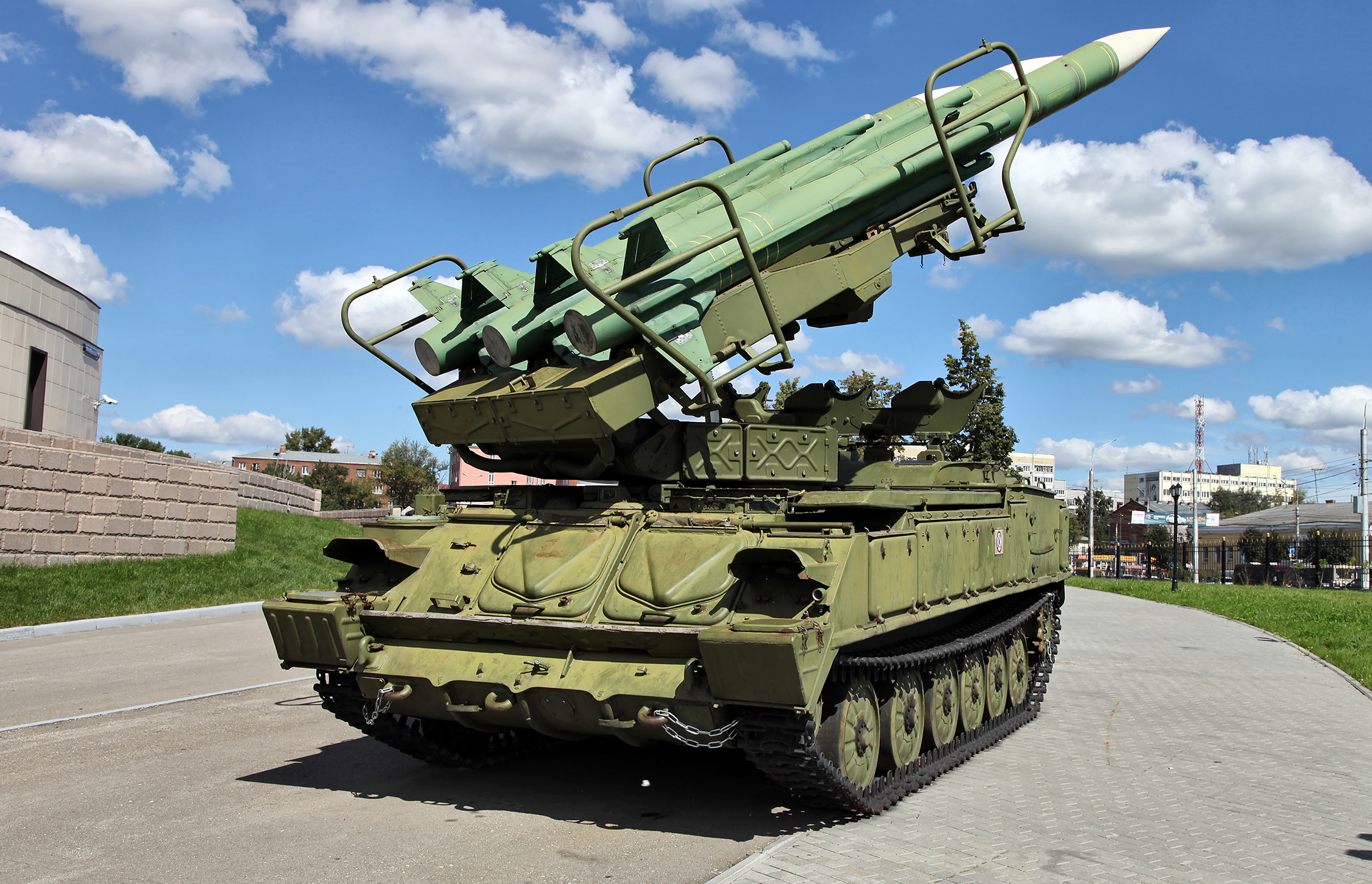
2P25M1 au musée d'état des armes de Toula.

### Chine
- Type 63 : Le Type 63 est un PT-76 lourdement modifié par la firme norinco mais qui conserve ces traits principaux comme notamment la propulsion par hydrojets. Il possède cependant un nouveau canon de 85 mm.
- Type 77 : Même véhicule que le BTR-50 mais basé sur le type 63.

### Tchécoslovaquie et Pologne
- OT-62 TOPAS : Amélioration réalisée en collaboration entre la Tchécoslovaquie et la Pologne du BTR-PK. Le véhicule est entré en service en 1962.

### Corée du Nord
- PT-85 (en) : PT-76 nord-coréen équipé d'un nouveau canon de 85 mm et d'une tourelle retravaillée.

### Indonésie
- TAPIR : Prototype d'un MLRS basé sur le châssis du PT-76. Similaire à l'Objet 280 (ru), le TAPIR est issue d'un développement indépendant.

## Pays utilisateurs

### Opérateurs actuels
- Angola : 68 commandés et livrés en 1975[9]. 12 restent en service actuellement[10],[11].
- Bénin : 20 commandés en 1981 et livrés en 1982[9]. 20 en service en 1996[10].
- Cambodge : 10 commandés en 1983 et livrés en 1983[9]. 10 commandés en 1988 et livrés en 1989.
- République du Congo : 3 commandés en 1971 et livrés en 1972[9].
- Cuba : 60 achetés en 1970  et livrés entre 1971 et 1973[12],[9]. 50 en service dans les troupes marines en 1996[10]. Des 60, six ont été détruits pendant la guerre d'indépendance de l'Angola et quatre ont été coulés pour servir de récif artificiel.
- République démocratique du Congo : Actuellement 10 sont en service.
- Guinée : 20 commandés en 1977  et livrés en 1977[9],[10]. 18 en service en 1996.
- Guinée-Bissau : 20 commandés en 1977  et livrés en 1978[9]. 15 sont actuellement en service.
- Indonésie : En service au sein des corps de l'infanterie de marine, mais retiré de l'armée régulière. 50 PT-76B commandés en 1962 et livrés en 1964[9]. 60 PT-76B étaient en service en 1996[10]. 86 PT-76 sont en service actuellement dans les troupes de marine, principalement des PT-76M.
- Laos : 30 étaient en service en 1996[10]. Actuellement 25 sont en service.
- Madagascar : 12 commandés en 1983 et livrés en 1983[9]. Actuellement 12 sont en service[10].
- Mozambique : 16, certains achetés à l'Allemagne de l'Est dû au remplacement du PT-76 par le BMP-1 en Allemagne en 1973[10].
- Nicaragua : 22 commandés en 1983 et livrés en 1984[9]. Actuellement 10 sont en service.
- Corée du Nord : 100 commandés en 1965 et livrés entre 1966 et 1967[9]. 100 en service en 1985, 600 en 1990, 550 en 1995, 300 en 1996, 550 en 2000, 400 en 2002 et 560 en 2005[10]. La Corée du Nord utilise aussi le PT-85 de conception nationale[13].
- Syrie : 80 commandés en 1971 et livrés entre 1972 et 1973[9]. 100 en service en 1996[10].
- Ouganda : 50 commandés en 1973 et livrés entre 1974 et 1975[9]. Actuellement 20 sont en service[10].
- Zambie : 50 commandés en 1983 et livrés en 1984. Actuellement 30 sont en service[9].

### Anciens opérateurs

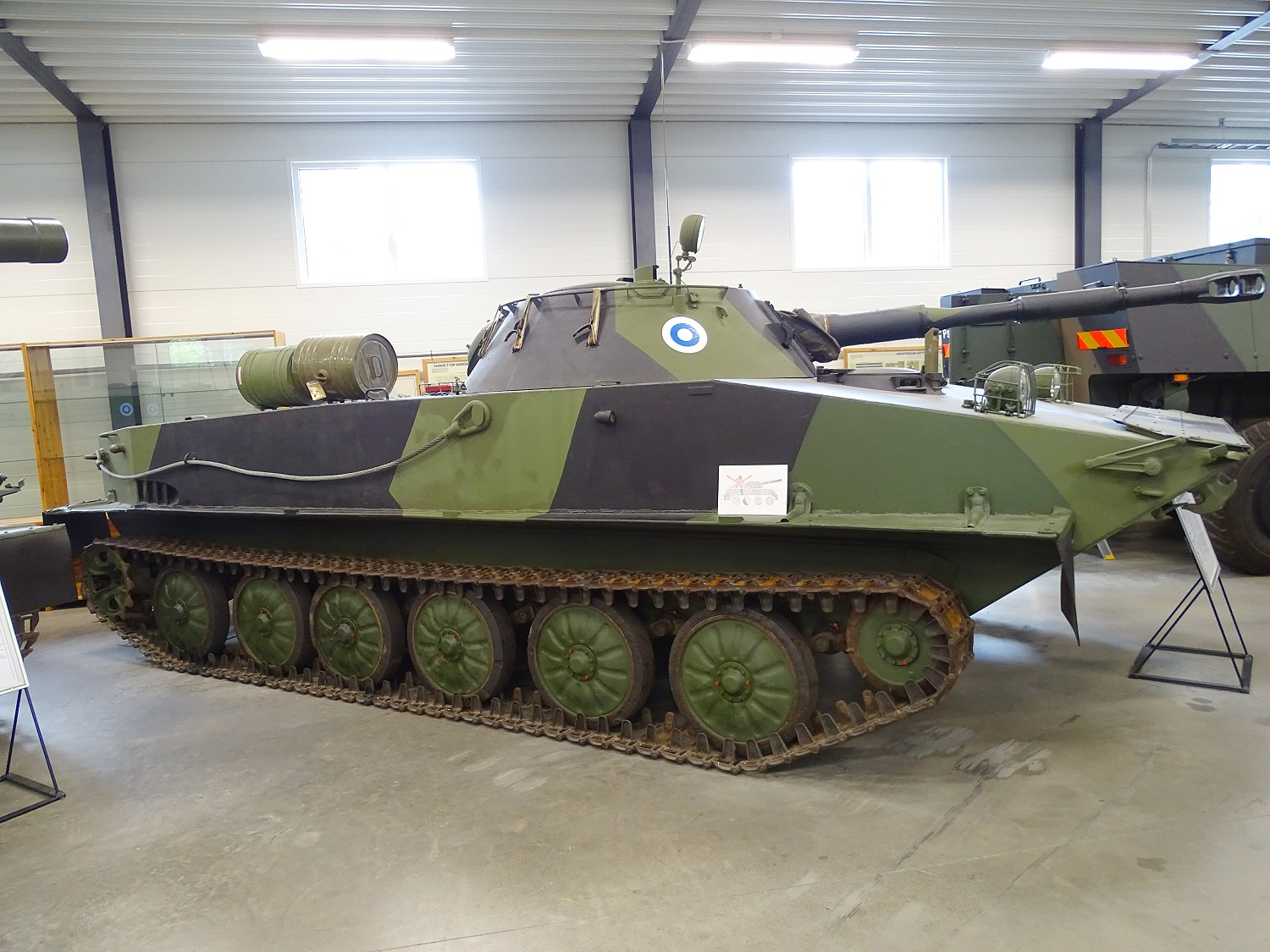
Un PT-76B finlandais au musée des blindés de Parola

- Afghanistan : 50 commandés en 1958  et livrés entre 1959 et 1961[9]. 60 sont en service en 1996[10].
- Biélorussie : 8 en service en 1995 et aucun en 2000[14].
- Bulgarie : 250 commandés en 1959 et livrés entre 1960 et 1964[9]. Retirés du service.
- Croatie : 1 en service en 1998 et 9 en 2003. Tous détruits[15].
- Égypte : 50 commandés en 1965 et livrés en 1966. 200 commandés en 1970 et livrés entre 1970 et 1972[9].
- Allemagne de l'Est : 150 en 1990. Tous légués à l’Allemagne réunifiée[16].
- Allemagne de l'Ouest : PT-76 et PT-76B, récupérés de l'Allemagne de l'est[9]. Tous ont été soit recyclés soit vendus au étrangers.
- Finlande : 12 commandés et livrés en 1964. Retirés du service en 1994. Certains ont été convertis en PT-A, un véhicule d'entraînement à la conduite pour le BTR-50. Retirés du service en 2001.
- Hongrie : 100 commandés en 1957 et livrés entre 1959 et 1960[9].
- Inde : 178 commandés en 1962 et livrés entre 1964 et 1965[9]. 100 en service en 1990 et 1995, 90 en service en 1996, environs 90 en 2000, 2002 et 2005 et environs 100 en 2008[17]. Retirés en 2009[18].
- Irak : 45 commandés en 1967 et livrés entre 1968 et 1970. 200 commandés en 1983 et délivré en 1984. 100 en service en 1990. Tous les PT-76 ont été détruits à la suite de la première guerre du golfe[19].
- Royaume du Laos : 45 livrés en 1961 et retirés du service en 1964. 25 obtenu par la capture de PT-76 vietnamien en 1969 et en service jusqu'en 1970[20].
- Pakistan : 32 commandés en 1968 de l'Indonésie et livrés entre 1969 et 1970[9]. 12 ont été capturés par les forces indiennes durant la guerre de 1965[21].
- République populaire de Chine : Utilisation du Type 63.
- Pologne : 300 commandés en 1955 et livrés entre 1957 et 1958[9]. 30 en service en 1996[10]. La Pologne utilisait aussi des lanceurs 2P16. Tous PT-76 et leurs dérivés ont été retirés du service.
- Russie : 200 en service en 1995, 150 en 2000. Depuis 2012, 30 PT-76 sont encore en service dans l'infanterie de marine[22],[10],[23].
- Slovénie : 8 utilisés pendant la guerre de Slovénie puis retirés à la suite de cette guerre.
- Union soviétique : Plus de 4 000 fabriqués pour le service soviétique. Plus qu'un millier en service à la chute de l'Union soviétique. La majorités des PT-76 restant sont légués à la Russie et aux autres anciens pays soviétiques.
- Ukraine : 50 légués de l'Union soviétique[24]. 5 en service en 1995 et tous retirés du service durant l'année 2000[25].
- Viêt nam du Nord : 150 commandés en 1954 et délivrés entre 1959 et 1960. 100 commandés en 1971 et livrés entre 1971 et 1972[9].
- Yougoslavie : 100 PT-76B[26] commandés en 1962  et livrés en 1963[27].

## Conflits
La majorité des PT-76 utilisés au combat sont issus de l'exportation en dehors de l'Union soviétique.
Au XXe siècle, le PT-76 a connu entre autres :
- la deuxième guerre indo-pakistanaise (1965)
- la guerre des Six Jours (1967)
- la troisième guerre indo-pakistanaise (1971)
- la guerre du Viêt Nam (1964-1975) - 1re utilisation au combat dans la nuit du 6 au 7 février 1968 lors de la bataille de Khe Sanh -
- la guerre du Kippour (1973)
- la guerre de l'Ogaden (1977-1978)
- la guerre civile éthiopienne (1974-1991)
- la guerre sino-vietnamienne (1979)
- le conflit cambodgien (1978-1999)
- la guerre civile angolaise (1975-2002)
- la guerre Iran-Irak (1979-1989)

Au XXIe siècle, le PT-76 a été employé au sein des conflits suivants :
- la guerre civile syrienne
- la guerre du Mali
- La seconde guerre civile libyenne

Les djihadistes en guerre contre le Mali, la France et d'autres pays d'Afrique dans le conflit malien de 2012-2013 sont également soupçonnés de posséder quelques PT-76 capturés sur l'armée malienne.

## Culture populaire

### Cinéma
- Le PT-76 est un élément marquant du film "Une vie strict russe" qui a été réalisé en 1977 en Union soviétique.

### Jeux vidéo
Différentes variantes du PT-76 sont présentes dans War Thunder :
- Le PT-76 est présent dans le jeu en tant que char léger chinois de rang 3 B.R 5.0[28].
- Le PT-76B est présent dans le jeu en tant que char léger soviétique et finlandais (suédois) de rang 3 au B.R 5.3[28].
- Le PT-76-57 est présent dans le jeu en tant que char léger soviétique de rang 4 au B.R 8.0[28].